# الأغواط
الأغواط هي بلدية ومدينة جزائرية تقع في شمال الصحراء الكبرى، على بعد 400 كيلومتر جنوب الجزائر العاصمة. يبلغ عدد سكانها قرابة 134 ألف نسمة وفقًا لتعداد عام 2008. وهي عاصمة لولاية بنفس الاسم.

## التسمية
تتعدد الروايات والآراء حول أصل تسمية مدينة الأغواط وتُصنف هذه الآراء ضمن محورين رئيسيين، التسمية ذات الأصل القبلي، والتسمية المرتبطة بالطبيعة الجغرافية للمنطقة. فالرواية ذات الأصل القبلي من «لقواط» الأمازيغية فيرتبط أحد أبرز التفسيرات بتحديد ابن خلدون، حيث يشير إلى أن اسم «الأغواط» يعود إلى قبيلة أمازيغية قديمة، فقد ذكر في تاريخه «(وأما لقواط) وهم فخذ من مغراوة أيضا فهم في نواحي الصحراء ما بين الزاب وجبل راشد، ولهم هنالك قصر مشهور بهم فيه فريق من أعقابهم على سغب من العيش لتوغلهم في القفر وهم مشهورون بالنجدة والامتناع من العرب وبينهم وبين الروس أقصى عمل الزاب مرحلتان». ويؤكد ابن خلدون على أن التسمية تعود إلى «بني الأغواط»، إحدى القبائل الأمازيغية التي سكنت المنطقة، وذكرها بلفظها الأصلي «لقواط» وأشار إلى وجود «قبيلة لقواط موجودة في نواحي البيض ويقال لهم كسال». هذه الرواية ترجح أن اسم المدينة مستمد من اسم هذه القبيلة التي استقرت بها، واشتهرت بقصرها الذي حمل اسمها.
أما الروايات المرتبطة بالطبيعة الجغرافية فتوجد عدة تفسيرات أخرى تربط اسم الأغواط بخصائصها الجغرافية والطبيعية، أبرزها:
- الغوطة والمكان المخضر: رجح الكاتب الفرنسي جون ميليا في كتابه «الأغواط والمنازل المحاطة بالبساتين» (بالفرنسية: Laghouat: Ou Les maisons entourées de jardins) أن الأغواط قد أخذت اسمها من موقعها المخضر. فكلمة «الغوطة» في اللغة العربية تعني المكان المنبسط الواسع، الغني بالخضرة والمياه. وهذا التفسير يتوافق مع طبيعة الأغواط التاريخية كواحة غنية بالبساتين والنخيل، والتي كانت تعرف بوفرة مياهها وخضرتها.
- تفند رواية أخرى ما قيل عن الأصل العربي للكلمة، وترجع الاسم إلى أصله البربري. في اللغة الأمازيغية، يُقال إن كلمة «لغواط» مشتقة من «غوغتي»، والتي تعني «حقول أشجار الفواكه». هذه الرواية تدعم فكرة أن المدينة كانت تتميز ببساتين الفاكهة الغناء، وأن هذا الجانب الطبيعي هو الذي ألهم تسميتها.
- هناك قول ثالث يرى أنها جمع كلمة «غوط»، والتي تعني السهل المنخفض الواسع[5] ومجتمع النبات والماء. وعليه، فإن تسمية الأغواط جاءت من طبيعتها الجغرافية التي تتميز بوجود سهول منخفضة وخصبة، مما يجعلها أرضًا زراعية وموطنًا للحياة النباتية والمائية. هذا المعنى يتداخل مع معنى "الغوطة" ويؤكد على الخصوبة التي ميزت المنطقة.[6]

## ألقابها
لقبت المدينة والمنطقة ككل بعدة ألقاب منها
- عاصمة السهوب[7]
- بوابة الصحراء[8][9]
- لغواط المعلوم

## الموقع الجغرافي
تقع الأغواط في قلب الجزائر بشمال الصحراء الكبرى و جنوب الجزائر العاصمة بحوالي 400 كم حيث تصطف بساتينها ومبانيها على ضفة وادي امزي.
يحدها شمالا بلدية سيدي مخلوف، غربا كل من تاجموت والخنق، شرقا بلدية العسافية وجنوبا بلدية بن ناصر بن شهرة.
تقوم المدينة فوق تلين متفرعين من جبل تيزيغرارين ويقسمانها قسمين: قديم وحديث، وتقوم الأحياء الحديثة فوق التل الجنوبي وفيها مباني الحكومة ومنشآت عسكرية، أما القسم القديم فيحتل التل الشمالي وما يزال يحتفظ بطابعه وأسلوب عمارته الصحراوية.

## السكان
```
يبين هذا الجدول نتائج إحصاءات مدينة الأغواط في عهد الجزائر المستقلة
```

| السنة      | 1977   | 1987   | 1998    | 2008    | 2012    |
| ---------- | ------ | ------ | ------- | ------- | ------- |
| عدد السكان | 42.186 | 69.435 | 106.665 | 144.747 | 170.693 |

## المناخ

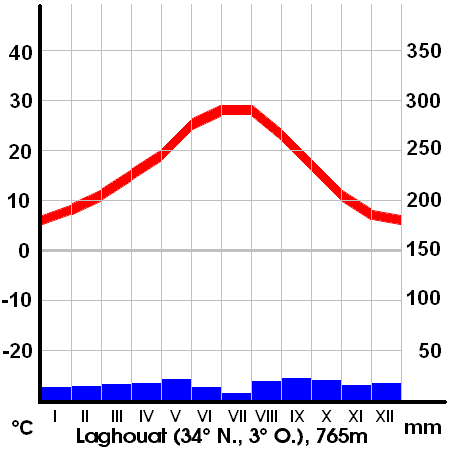
المناخ في الأغواط

تتميز الأغواط بمناخ صحراوي بارد (تصنيف كوبن للمناخ BWK). هطول الأمطار أعلى في فصل الشتاء مما يكون عليه في الصيف. متوسط درجة الحرارة السنوية في الأغواط هو 17.4 °م (63.3 °ف). ويهطل 176 مـم (6.93 بوصة) من الأمطار سنويًا تقريبًا. يسقط المطر بشكل غير منتظم، مع جفاف شديد في بعض السنوات. قد تزحف الكثبان الرملية على المدينة من الشمال في سنوات الجفاف، وتُواجه بالمباني الإدارية وحزامًا أخضر من الحدائق في جميع أنحاء المدينة.
تعتمد المدينة على المياه الجوفية، والتي هي وفيرة بسبب سد تحت الأرض في تاجموت، والذي يُعد الأكبر من نوعه في إفريقيا ويعود تاريخه إلى الفترة الاستعمارية. ومعروفة أيضًا بـ المياه المعدنية، والتي تسمى ماء "الميلق".
| البيانات المناخية لـالأغواط            | البيانات المناخية لـالأغواط | البيانات المناخية لـالأغواط | البيانات المناخية لـالأغواط | البيانات المناخية لـالأغواط | البيانات المناخية لـالأغواط | البيانات المناخية لـالأغواط | البيانات المناخية لـالأغواط | البيانات المناخية لـالأغواط | البيانات المناخية لـالأغواط | البيانات المناخية لـالأغواط | البيانات المناخية لـالأغواط | البيانات المناخية لـالأغواط | البيانات المناخية لـالأغواط |
| الشهر                                  | يناير                       | فبراير                      | مارس                        | أبريل                       | مايو                        | يونيو                       | يوليو                       | أغسطس                       | سبتمبر                      | أكتوبر                      | نوفمبر                      | ديسمبر                      | المعدل السنوي               |
| -------------------------------------- | --------------------------- | --------------------------- | --------------------------- | --------------------------- | --------------------------- | --------------------------- | --------------------------- | --------------------------- | --------------------------- | --------------------------- | --------------------------- | --------------------------- | --------------------------- |
| متوسط درجة الحرارة الكبرى °م (°ف)      | 12.9 (55.2)                 | 15.5 (59.9)                 | 18.1 (64.6)                 | 22.8 (73.0)                 | 26.8 (80.2)                 | 32.6 (90.7)                 | 36.3 (97.3)                 | 35.3 (95.5)                 | 30.0 (86.0)                 | 23.5 (74.3)                 | 18.1 (64.6)                 | 13.4 (56.1)                 | 23.8 (74.8)                 |
| متوسط درجة الحرارة الصغرى °م (°ف)      | 2.7 (36.9)                  | 3.4 (38.1)                  | 6.0 (42.8)                  | 8.9 (48.0)                  | 13.5 (56.3)                 | 18.4 (65.1)                 | 21.6 (70.9)                 | 20.6 (69.1)                 | 17.1 (62.8)                 | 11.4 (52.5)                 | 5.8 (42.4)                  | 3.4 (38.1)                  | 11.1 (51.9)                 |
| الهطول مم (إنش)                        | 12 (0.5)                    | 12 (0.5)                    | 13 (0.5)                    | 15 (0.6)                    | 16 (0.6)                    | 12 (0.5)                    | 3 (0.1)                     | 26 (1.0)                    | 19 (0.7)                    | 20 (0.8)                    | 15 (0.6)                    | 13 (0.5)                    | 176 (6.9)                   |
| المصدر: Climate-Data.org، Climate data |                             |                             |                             |                             |                             |                             |                             |                             |                             |                             |                             |                             |                             |

## تاريخ

### تأسيس المدينة
تُجمع الروايات على أن التأسيس الحقيقي لقصر الأغواط يرتبط بشكل أساسي بسيدي الحاج عيسى (1668-1737 م)، الذي يُعتقد أنه قد وصل إلى المنطقة حوالي عام 1700 م قادمًا من تلمسان. عمل سيدي الحاج عيسى على توحيد وجمع شمل السكان المتفرقين عبر مجموعة من الأحياء والقصور الصغيرة، مثل قصر بن بوطة. كان الهدف من ذلك تقوية شوكة القصر الكبير الذي سيمثل الأغواط، وتمكين أهله من صد هجمات القبائل البدوية المتكررة، وحتى تلك القادمة من القصور غير البعيدة. وعليه، يُعتبر هذا التاريخ بمثابة بداية لتاريخ قصر الأغواط.

### الحكم العثماني والسلطنة الشريفة
لم تكن للعثمانيين سلطة فعلية على المنطقة في أغلب الفترات، فالعلاقة لم تكن متماسكة وغير وطيدة فقد ضمت المنطقة في عهد البايلربايات بداية القرن 16 م، وأصبحت تابعة لبايلك التيطري الذي نظمه حسن باشا بن خير الدين وعين عليه رجب باي سنة (957 هـ/ 1548 م) كأول باي وفي عهد يوسف باشا (1650–1647 م)، سيطر السلطان العلوي محمد بن الشريف (1640 - 1664 م) على عين ماضي والأغواط.
في 1708م أرسل إسماعيل بن الشريف، بعد إعادة تنظيم الجيش المخزني إثر الهزيمة في وادي الشلف عام 1701م، ابنه ليسيطر على الأراضي الجنوبية المتاخمة لإيالة الجزائر، فوصل إلى عين ماضي ودخلها. ثم استولى على قصر بوسمغون (الواقع بين عين الصفراء والبيض) ووضع به حامية عسكرية ظلت قائمة حتى 1713م. وتمكن من إخضاع كل المناطق غرب الأغواط، فتتالت الوفود المبايعة من قبائل بني مزاب، فصارت كل من الأغواط وعين الصفراء تابعتين للسلطنة الشريفة.
في 1727، اندلع تمرد في الأغواط بعد وفاة إسماعيل، وقضت حملة استكشافية أرسلها شعبان زناخي، باي التيطري، على هذا التمرد، وأنهت السيطرة المغربية على المنطقة. كما فرضت على المدينة ضريبة سنوية قدرت بسبعمائة (700) ريال. فأصبحت الأغواط وغيرها من الأراضي الصحراوية التي كانت تحت السيطرة السلطنة الشريفة في السابق جزء من بايلك التيطري.
لم تستقر الأوضاع للعثمانيين، إذ كانت ناك تمردات متعددة، مما أجبر إيالة الجزائر لبعت عدة حملات عسكرية. ففي 1773 م، قاد الباي صالح باي، حاكم بايلك الشرق الجزائري، حملة عسكرية ناجحة ضد القبائل المتمردة في مناطق أفلو وتاجموت والأغواط، والتي جهرت بالعداء والعصيان ضد سلطة البايلك. أجبرت هذه الحملة هذه المناطق على إعلان الخضوع لسلطته. وقد أشار المؤرخ محمد العنتري إلى هذا الإنجاز بقوله: «... الذي تمهدت له كل الأوطان في عصره ونال من الخيرات ما لم يناله واحد من البايات قبله ولا بعده، وداس كل الأوطان العامرة والفقراء...»، مما يدل على قدرة صالح باي على بسط نفوذه وإخضاع القبائل المجاورة المتمردة لسلطته.
في أواخر عام 1198 هـ الموافق 1784 م، وصل مصطفى باي التيطري إلى شمال الأغواط، حيث أقام معسكره في منطقة "رأس العيون" بهدف جمع الضرائب. إلا أن السكان رفضوا دفع الضرائب وقاوموا حملته بشدة، مما أدى إلى هزيمته واضطراره للانسحاب دون تحقيق أهدافه.
تُعد حملة الباي محمد بن عثمان الكبير (1779-1797 م)، باي بايلك الغرب الجزائري، واحدة من أطول وأشهر الرحلات العسكرية إلى الجنوب الجزائري، خاصة إلى منطقة الأغواط التي كانت تُعرف بتمردها على السلطة. جاءت هذه الحملة بأمر من الداي محمد بن عثمان باشا (1181-1209 هـ / 1766-1793 م)، بشرط أن تظل الأغواط تحت إمرة الباي محمد بن عثمان. في سنة 1785م، أعد الباي محمد الكبير حملة عسكرية واسعة النطاق بهدف إخضاع مدينة الأغواط التي كانت قد جهرت بالعصيان والتمرد. ومع اقتراب قواته، بادر أهل المدينة من شيوخ وعلماء وأعيان بالقدوم إليه في مكان يُعرف بـ«أم الضلوع». وقد حملوا معهم كتاب صحيح البخاري، رمزاً للسلام وطلب الأمان والصفح، معلنين استعدادهم لتقديم الولاء والطاعة للسلطة. تم الاتفاق المبدئي بين الطرفين على تسديد "اللزمة" . إلا أنه بعد أيام قليلة، اكتشف الباي محمد الكبير أن أهل الأغواط قد خالفوا بنود الاتفاق وأوامره. فقام بإرسال رسوله إليهم حاملاً رسالة شديدة اللهجة، جاء فيها: «إن بلغكم كتابي هذا، أخرجوا غداً عيالكم وأولادكم من هذه القرية الظالم أهلها، وانحازوا خارج المدينة إلى جهة وعليكم أمان الله... ولا تختلطوا بالقوم التي أراد الله هلاكها. فإن قبلتم النصيحة فاحذروا الفضيحة، وإن أبيتم فإثم أولادكم عليكم والسلام.». عندما أدرك أهل الأغواط خطورة الرسالة وما تنطوي عليه من تهديد، تدخل خليفة الباي ليشفع لهم. وقد وصلوا إلى اتفاق جديد يقضي بدفع غرامة مقابل العفو، شملت: مائة (100) عبد، وثلاثمائة وخمسين (350) بعير، وخمسة آلاف (5000) ريال "بوجو" ، بالإضافة إلى أربعة أحصنة من عتاق الخيل ، ومائتي ثوب. ويُضاف إلى هذا كله القدر الثابت الذي كانوا يدفعونه كل عام من الضرائب والاتاوات، بناءً على هذا الاتفاق، عفى الباي محمد الكبير عن أهل الأغواط، لكنه اشترط احتجاز أولاد كبرائهم كرهائن لضمان تسديد ما عليهم من ضرائب وإتاوات ومغارم.
بالإضافة إلى ذلك عيّن قائدين على المجموعتين البارزتين في الأغواط، فنصب أحمد بن لخضر قائدا على (أولاد سرغين) والسائح بن زعنون قائدا على (أولاد الأحلاف). وفي سنة 1787م خلف الباي عثمان أباه محمد الكبير على وهران، وأراد أن ينتقم لهزيمة عين ماضي فحاصر القصر وهدد السكان بقطع أرزاقهم، وحتى يتفادوا المتاعب والخسائر فضل سكان عين ماضي الخضوع وامتثلوا بدفع الضرائب بعد أن تمكن الشيخ أحمد التيجاني من الفرار واللجوء إلى بوسمغون. عرج الباي عثمان على الأغواط لينتقم من الذين ناصروا الشيخ أحمد التيجاني خاصة أولاد الأحلاف الذين فروا من الأغواط ليؤسسوا مع أولاد رحمان قصر الحيران، لكن ما لبث أن حصلت بينهما خصومات عديدة وعنيفة فقد على إثرها أولاد الأحلاف زعيمهم السائح بن زعنون، وبما أن السائح بن زعنون لم ينجب أولادا وأخوه معمر ترك طفلين صغيرين، أكبرهما أحمد بن سالم، الذي استطاع أن يكسب ود الجميع، ويحكم الأغواط بمفرده بعد أن تزوج ابنة قائد أولاد سرغين أحمد بن لخضر.
و بعد تولي أحمد بن سالم السلطة في الأغواط سنة 1828 عرفت البلاد نوعا من الاستقرار والهدوء سمح بنمو وازدهار الحركة التجارية المتمثلة في التبادل بين أهل الشمال المحمليين بالحبوب والمواد الغذائية وأهل الجنوب بمنتجاتهم الزراعية خاصة التمور.

### الاحتلال الفرنسي

#### سقوط الأغواط

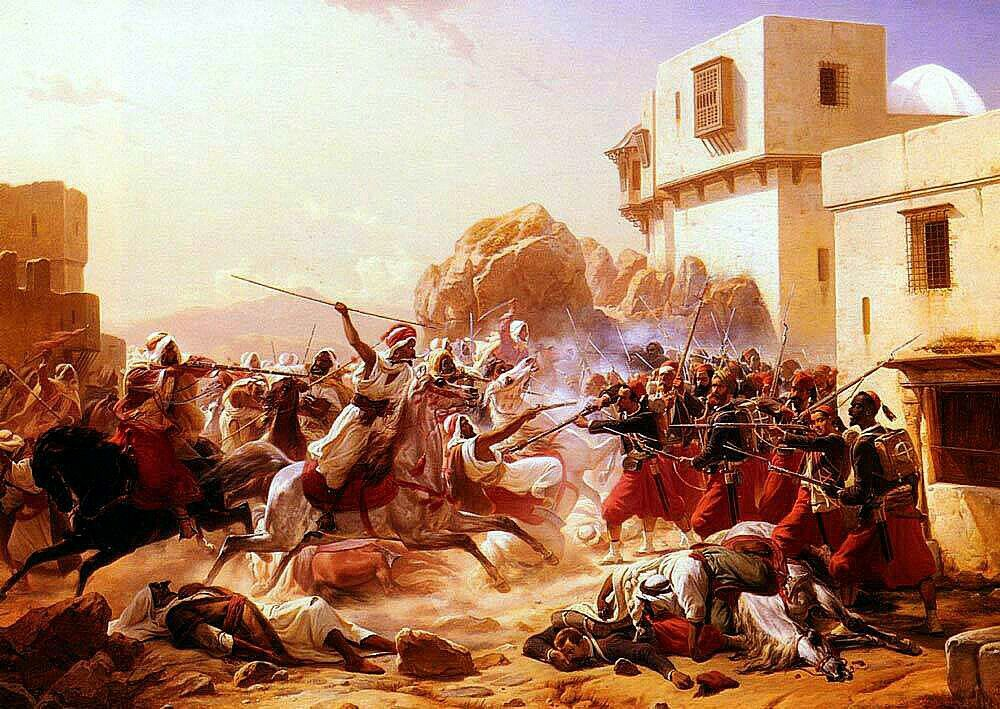
المعركة الأخيرة (معركة الأغواط 1852) : بريشة الفنان الدانماركي نيلز سيمونسن

سعت الإدارة الاستعمارية الفرنسية إلى بث روح التناحر والانقسامات بين زعماء القبائل وشيوخ الزوايا، مما أدّى إلى توتر الأوضاع في المنطقة واندلاع اضطرابات متلاحقة. وفي الوقت ذاته، اندلع تمرد الزعاطشة بالقرب من البوادي الجنوبية؛ كل هذه العوامل دفعت فرنسا إلى اتخاذ خيار توجيه حملة عسكرية من المدية نحو الأغواط. فقد أُسندت هذه المهمة رسميًا إلى الجنرال بول لادميرول، وذلك في مايو 1851 كجزء من سياسة الاحتلال والتوسّع في الصحراء الجزائرية.
في 3 يونيو 1851، دخل الطابور الفرنسي الجلفة، واستُدعي إلى قيادته شيوخ القبائل، من بينهم خليفة الأغواط والآغا سي الشريف بلحرش. وقد اقترح لادميرول تعيين الناصر بن شهرة خليفةً بدلاً من أحمد بن سالم لكن الحاكم العام للجزائر رفض ذلك بحجة ولاء بن سالم خاصة سنتي 1846 و1847 عندما كانت كل الصحراء ثائرة؛ بيد أن بن شهرة التحاق بصف مقاومي الاحتلال بقيادة الشريف محمد بن عبد الله. وتمكن الشريف محمد بن عبد الله في 1852 من الاستيلاء على الأغواط.
في 21 نوفمبر 1852 بدأت معركة الأغواط مع فرنسا وسقطت مدينة الأغواط في 04 ديسمبر 1852، وكانت النتيجة إبادة ثلثي سكان المدينة

## الثقافة
شهدت مدينة الأغواط، منذ بداية القرن العشرين، حراكًا ثقافيًا وإصلاحيًا ملحوظًا قاده نخبة من الصحفيين والأدباء، منهم عمر بن قدور، ومحمد العاصمي، ودحمان بن الساسي. وقد تجلى هذا الحراك في تأسيس جمعية خيرية في عام 1920، والتي سرعان ما افتتحت مدرسة للتعليم في عام 1922.[بحاجة لمصدر] تولى إدارة هذه المدرسة في البداية سعيد الزهراوي ثم خلفه الشيخ الإصلاحي مبارك الميلي. كان للشيخ مبارك الميلي دور محوري في تشكيل جيل من الرواد الذين واصلوا مسيرته الإصلاحية والعلمية في المنطقة. من أبرز هؤلاء التلاميذ والعلماء الذين تتلمذوا على يديه، وواصلوا حمل لواء التعليم ونشر الوعي الوطني والثقافي:
- الشيخ أبو بكر الحاج عيسى.
- الشيخ أحمد قصيبة.
- الشيخ عبد القادر كراش، المعروف بـالحاج جلول.
- الشيخ الحسين بن زاهية.
- الشيخ عطاء الله كزواي.
- الشهيد الشيخ أحمد شطة.

كان هؤلاء الشخصيات أعضاء فاعلين ومنشطين في جمعية العلماء المسلمين الجزائريين بالمنطقة، وكرسوا جهودهم لمواصلة العملية التعليمية. تخرج على أيديهم المئات من الشباب المتشبعين بالروح الوطنية والقيم الثقافية العربية الإسلامية، الذين أصبحوا فيما بعد جزءًا لا يتجزأ من الحركة الوطنية. لم يقتصر دور هؤلاء الرواد على التعليم، بل امتد ليشمل تأسيس الأنشطة الشبابية والثقافية. فقد كانوا من الأوائل الذين أسسوا فرق الكشافة الإسلامية الجزائرية على المستوى الوطني، ومنها "فوج الرجاء" (في الأغواط). بالإضافة إلى ذلك، ساهموا في إنشاء عدد من النوادي الثقافية، والفرق الموسيقية والرياضية، التي عملت جميعها في إطار الحركات الوطنية الهادفة إلى غرس الوعي والهوية الجزائرية في نفوس الشباب.[بحاجة لمصدر]

### الموسيقى
تشتهر مدينة الأغواط بعدة أنواع موسيقية أبرزها :

#### الفن الأندلسي
حسب رأي البعض قد تشكل الأغواط مدرسة رابعة للفن الاندلسي بعد مدرسة الصنعة بالعاصمة ومدرسة الغرناطي (الحوزي) بتلمسان ومدرسة المالوف بقسنطينة ويعد الراحل الري مالك أحد أعمدة هذا الفن. يمثل هذا الفن في مدينة الأغواط عدة جمعيات ابرزها جمعية المزهرية وجمعية الثريا والجوق الفني لمدينة الأغواط.

#### موسيقى الحضرة

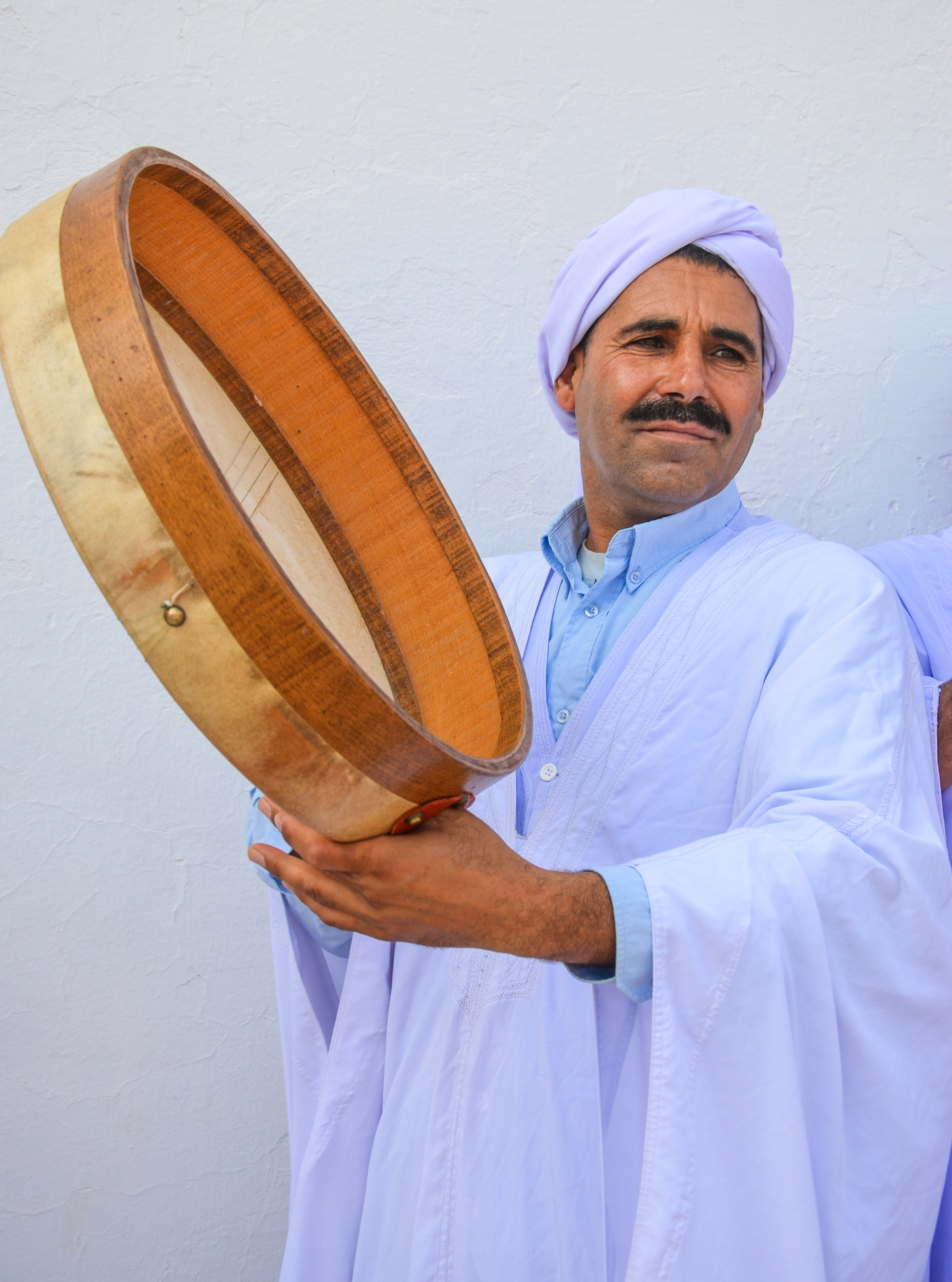
بندير

هي موسيقى روحية صوفية تنتشر بمنطقة الأغواط، تعتمد على الغايطة (الزرنة) والبندير وهناك نوع يستعمل البندير فقط.

### صناعة الألات الموسيقية
تعد المدينة قطبا لصناعة العود في الجزائر

### فن الترميل
وتعد مدينة الأغواط مهداً لفن الترميل أو الرسم بالرمل في الجزائر. فقد كان ظهور هذا الفن بمدينة الأغواط منذ أواخر السبعينيات وبداية الثمانينيات من القرن الماضي (1979 - 1980) على يد الطاهر جديد.

### المسرح
كان محمد بن الطاهر راوياً ومداحًا للسيرة النبوية وشخصيات عربية وأندلسية، ويُعتَبر أول حكواتي في المنطقة، حيث ، استقرّ بمدينة الأغواط في منتصف القرن السابع عشر مع العيهار بن محمد بن الطاهر، وهما من حملة المرجعية الطريقة القادرية.[بحاجة لمصدر]
وفقًا لكتاب الأستاذ بشير بديار، أسس الري مالك (أو الجودي محمد) أول شكل من المسرح الواضح في الأغواط في خمسينيات القرن العشرين، الذي قدّم أعمالًا فكاهية للإذاعة برفقة الفنانة اليهودية ميما، وكتبها بنفسه. وجرى وصفه أيضًا كأحد أوائل الكوريغرافيين في الجزائر، حيث صمّم "رقصة البارود" التي تروي سقوط الأغواط بيد الفرنسيين، وشارك في تقديم اسكتشات تمثيلية بأسماء (السنوسي، باشا، بيريز، النوار، بوسعيد وغيرهم)
في بداية الثلاثينات من القرن الماضي، وتحديدًا عام 1937، تأسس نادي الأدب في الأغواط. كان هذا النادي بمثابة حاضنة للعروض المسرحية، حيث قدم فنانون عروضًا وتمثيليات وسكتشات متنوعة. من بين هؤلاء الفنانين برز سنوسي بن عيسى بن سنوسي، الذي أسس في عام 1948 فرقة مسرحية خاصة به، كانت هذه الفرقة تابعة لفرقة "ثريا" الأصلية، التي أسسها حزب الشعب الجزائري، توقفت هذه الفرقة عن النشاط مع اندلاع الثورة التحريرية. وفي نفس العام، أسست حركة أحباب البيان والحرية أيضًا فرقة مسرحية خاصة بها، والتي استمرت في العمل حتى عام 1958.
بعد الاستقلال، نشط المسرحيون في الأغواط بشكل ملحوظ، حيث قدموا تمثيليات إذاعية. كما شهدت المنطقة تأسيس العديد من الفرق المسرحية، مثل فرقة «بارود الأغواطي». وبرزت في تلك الفترة تمثيليات عديدة، لعل أبرزها تمثيلية «عمي الصالح»، في مرحلة لاحقة، أسس أحميدة مراد، من شبيبة جبهة التحرير الوطني فرقة مسرحية شاركت في العديد من المهرجانات. وبعد سنوات، وتحديدًا في عام 1985، أسس أحميدة مراد فرقة أخرى ضمت في عضويتها هارون الكيلاني، من خلال هذه الفرقة، انطلق المسرح المحترف في الأغواط.
في 1988، أسس هارون الكيلاني فرقته الخاصة (المركز الثقافي بالشطيط) تحت اسم «الرمال الذهبية» بمشاركة: نحوي محمد، حكيم بدران، ميزورة بلقاسم، الزاوي مبروك، وغيرهم، في 1990 أصبح الفريق جمعية رسمية تحت اسم جمعية مسرح الأغواط، وهي أول جمعية متخصصة في المسرح في الجنوب الجزائري بقيادة هارون الكيلاني، وضمّت عضوية موسّعة من المكوّنين المذكورين سابقًا بالإضافة إلى أعضاء جدد مثل علال معامير، بن صديق نورالدين، رشيد رقطي، وغيرهم
في 1998، أسس أحميدة مراد جمعية جديدة تحت اسم جمعية الإنصاف بمشاركة: عيسى باهي، مبروك الزاوي، نبيلة، زبار ليلى، وغيرهم، لكنها اختفت بعد عامين فقط من التكوين.
في مايو 2021، افتتح مبنى «مسرح الأغواط» رسميًا.

## التقاليد
حتى وقت قريب، كان فلاحو وسكان الأغواط يحققون شبه اكتفاء ذاتي، حيث كان إنتاجهم موجهًا بشكل أساسي للاستهلاك المحلي وليس للتسويق. ساد بينهم روح التكافل الاجتماعي المستمد من القيم الإسلامية، فكان صاحب البستان يشارك محصوله، خاصة البواكير التي تُعرف بـ"الفال"، مع الأقارب والجيران والمحتاجين. ومن أبرز مظاهر هذا التعاون كانت التويزة، وهي حملات تطوعية يشارك فيها الأهالي لإنجاز مشاريع مختلفة. من أمثلتها خروج الفلاحين لإعادة بناء سد المدينة بعد اجتياح السيول، مع الحرص على إتمام العمل في يوم واحد لضمان استمرار إمداد المياه. كما شملت "التويزة" إصلاح وتنظيف السواقي، وبناء المباني العامة كالمساجد والمدرسة الحرة لجمعية العلماء التي أُنشئت بالتبرعات و"التويزة"، وكذلك مساعدة المواطنين في بناء مساكنهم الخاصة.

### المطبخ

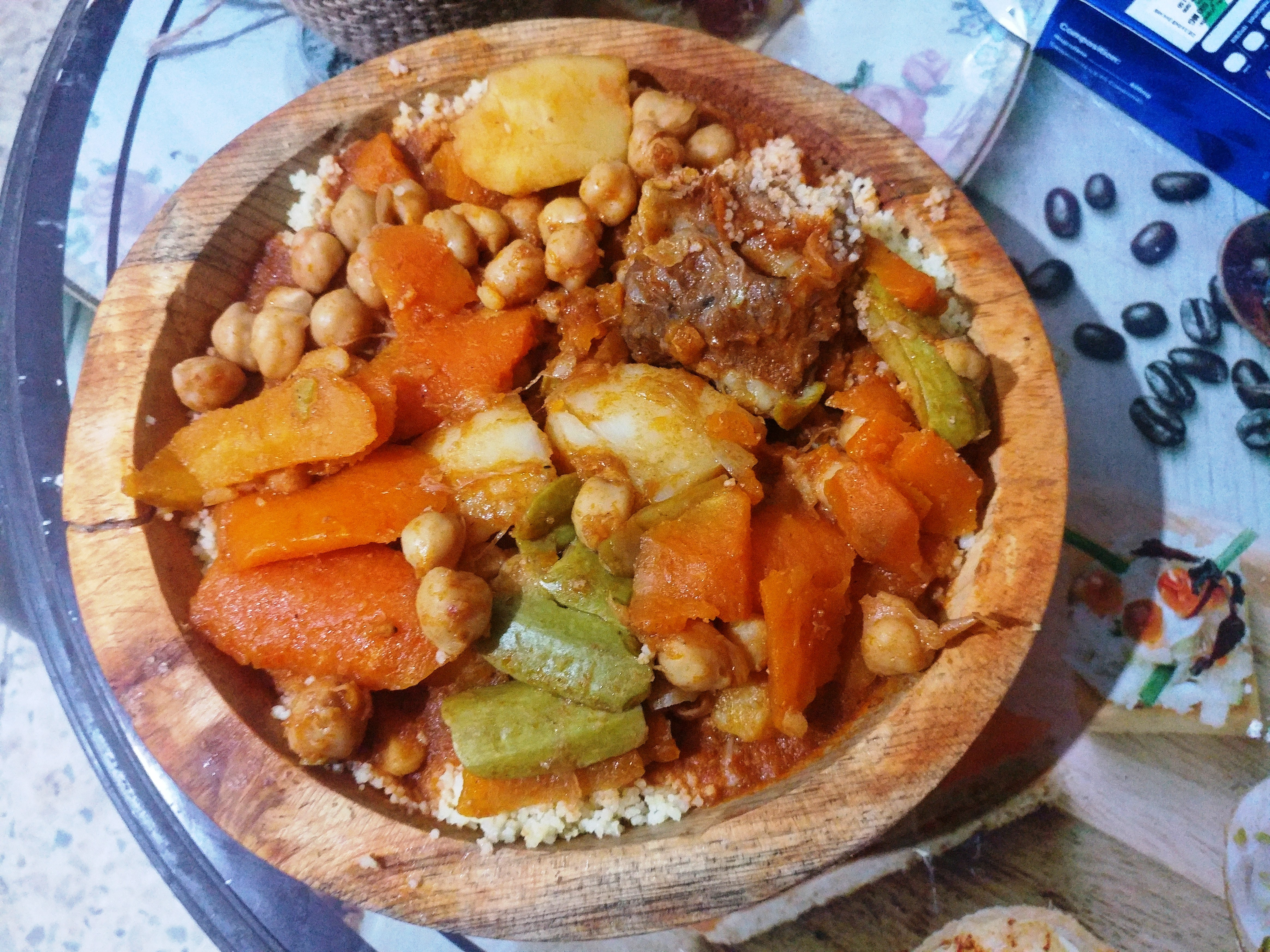
طبق الكسكس - طعام لاغواط

يعد الكسكسي الطعام الأكثر حضورا في المناسبات والاحتفالات الذي غلب عليه لأهميته وانتشاره تسمية «الطعام».
وهناك أكلات أخرى كثيرا ما تحضر في المناسبات الاحتفالية منتشرة في هذه المدينة والمناطق السهبية المجاورة ولا زالت متداولةوأشهرها : المصوَّر، الشوى، المردود، التشيشة، السفة أو المسفوف،الزفيطي، الشخشوخة واتي تُطبخ في المناسبات خاصة الأعراس والأعياد، البوصلوع، البربورا، الملّة، كسرة بالدوا، المحاجب، المختومة، والحريرة.
ومن الحلويات التقليدية الرفيس، المدكر ، المبسس، المحروق، الفتات، الروينة، المسكوتشا، الرُب، البغربر، المشوشة، والبسيسة أو الكعبوش وتسمى أيضا البوكعوالة وتصنع بالدقيق والتمر وهنك أنواع منها كالبوكعوالة فيصنع بالسميد والتمر (الدقيق يستخلص من السميد ويسمّى محليا تشيشة رقيقة) وهنك كرات من البسيسة تسمى كعبوش يَقال كعبوش بسيسة حيث كانت تَشكّل البسيسة على شكل كعبوش فيسهل حملها لتكون غذاء للموّالين والرَعاة.
أمّا الخبز الذي يُتناول في الأغواط والمنطقة عموما فهو المطلوع.

### المناسبات والأعياد الدينية

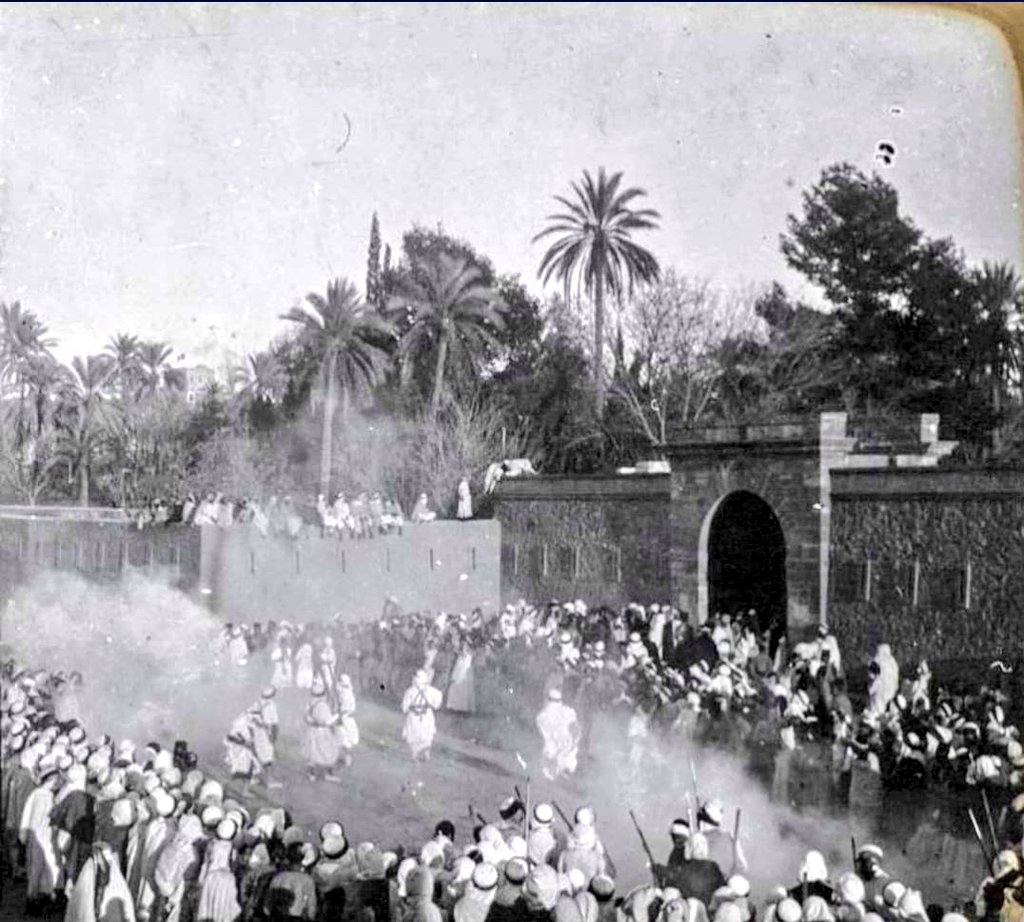
قبيلة المخالف العربية (الأغواط) تحتفل بحفل زفاف

و مما عرف به سكان الأغواط، احتفاؤهم بالعديد من المناسبات ذات الطابع الديني والتاريخي بطريقة متميزة من حيث التحضير الذي ينطلق أياما قبل حلولها ومن حيث الطقوس والمظاهر الاحتفالية بها وأهمها:
- المولد النبوي: الذي كان يحظى من جميع طبقات المجتمع بالاهتمام، ففضلا عن المدائح الدينية التي تقام في كل مسجد ومحضرة «كتاب» لمدة أسبوع على الأقل يحرص كل رب أسره على أن يوسع في الإنفاق على أهل بيته في اللباس والأكل وشراء لوازم الاحتفال.
- عاشوراء: وتتميز بمظاهر احتفالية وطقوسبة ولاسيما تجاه الأطفال كما يحرص الكبار على صومها عملا بالسنة النبوية وعلى إخراج الزكوات والصدقات فيها.
- شهر رمضان: الذي يعرف استعدادات كبيرة من طلاء وتنظيف البيوت وتجديد بعض أثاثها وتحضير التوابل وبعض الأكلات مسبقا، كما يعرف توسعا في الإنفاق مهما كانت المداخيل واجتماع أفراد الأسرة على مائدة الإفطار، وتزاور الأسر في الليل، وقيام الأطفال بعادة زق الطير[ز]

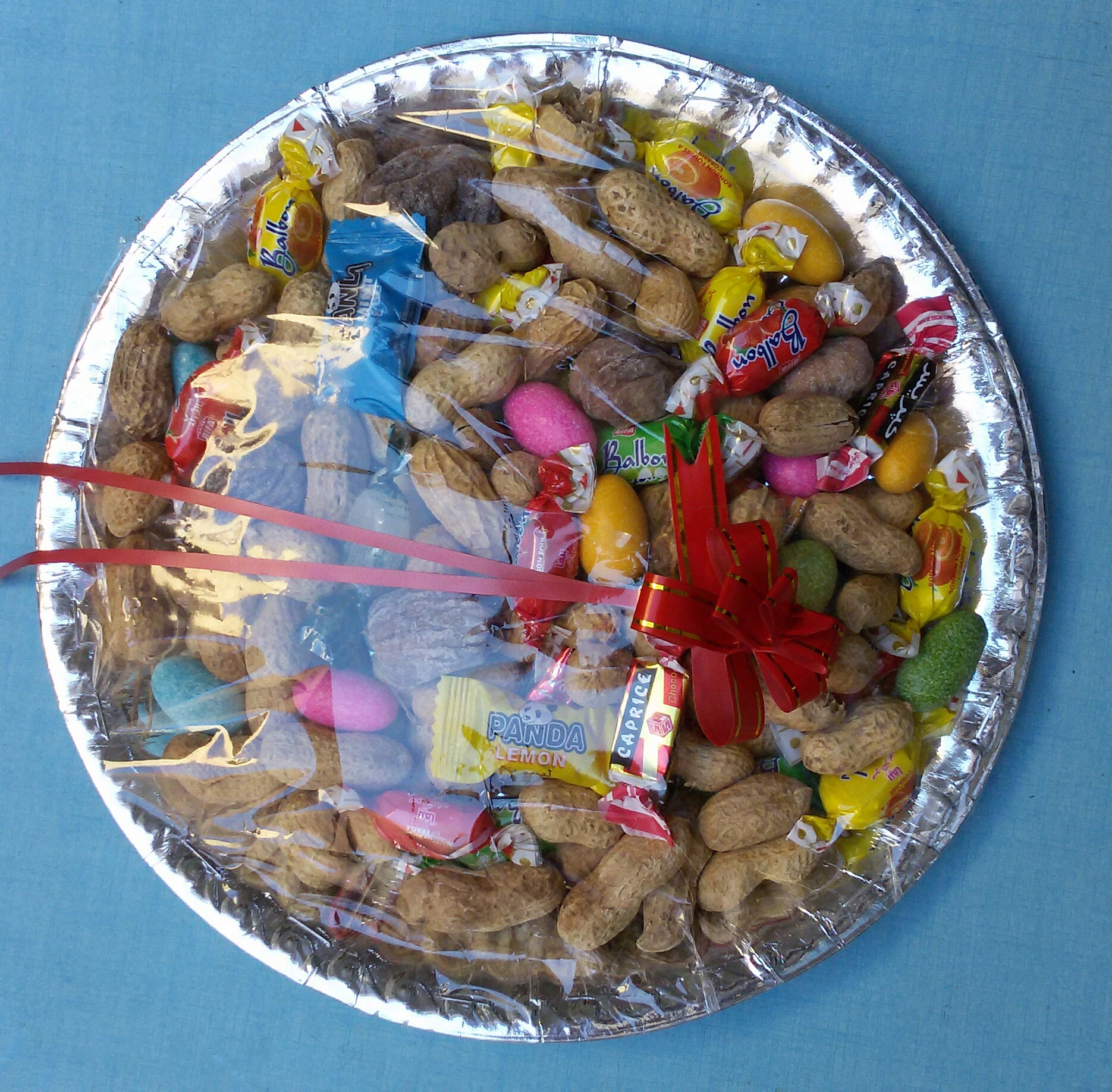
دراز الأغواطي بمناسبة الاحتفال بالناير

- رأس العام: ويشمل كلا من بداية السنة الهجرية والسنة الميلادية والسنة الفلاحية (حيث يسمى ب الناير) ففي كل مناسبة من هذه المناسبات تحضر أطعمة خاصة.
- الطعم أو الوعدة ويعتبر "الطعم" من أهم المناسبات الاحتفالية التي عرفها مجتمع الأغواط خلال الفترة الحديثة سواء في البوادي أو القصور و هو عادة يرتبط بولي أو صالح ما حيث يحمل اسمه[41]
- الزواج: يحظى الزواج في منطقة الأغواط بمكانة اجتماعية هامة لدى السكان سواء البدو والحضر منهم.[41][42]
- الاحتفال بالمولود الجديد : تُعدّ ولادة الأطفال مناسبةً سعيدةً في مجتمع الأغواط، حيث تُحيط بها طقوسٌ خاصة تبدأ قبل الولادة، فالمرأة الحامل تزور الأولياء وتُقدم النذور وتُكثر من الدعاء لتيسير الولادة، إيمانًا منها بقدرة الأولياء على المساعدة، وعند المخاض، تُستدعى القابلات الماهرات، وبعد الولادة مباشرةً، تتبعها صرخات الفرح. تُدهن القابلة المولود بالزيت أو الزبدة السائلة ومسحوق الدباغة، ثم يُلف بالقماش مع تغطية رأسه لسلامته. يُعبّر عن الفرحة بالمولود الجديد بالزغاريد النسائية؛ ثلاث زغاريد للذكر وواحدة للأنثى. وتُصبح الأم الجديدة مركز اهتمام الزيارات من الأقارب والأصدقاء والجيران، وتُقدم قريباتها لها العون والراحة. في اليوم التالي للولادة، يُقام احتفالٌ كبير يضم الغناء والرقص والطبول ودعوة الأقارب والأصدقاء، ويُقدم الطعام مثل اللحوم والكسكس. إذا كانت الأم من عائلة ميسورة، يُرسل لها خروف وطبق من الحلوى التقليدية. في اليوم السابع، يُحتفل بـ"السبوع" أو العقيقة، وهي وليمة كبيرة تُذبح فيها شاة ويُعدّ الكسكس، وتُعدّ أول مناسبة عائلية خاصة بالمولود.[41]

### اللباس التقليدي
لا يختلف اللباس التقليدي الأصيل للمدينة كثيرا عما هو سائد في مدن المنطقة السهبية والصحراوية. فبالنسبة للرجل: هناك البرنوس والقشابية «الجلابة» والقندورة و السروال العربي والبدعية «الصدرية» والقميص والعمامة التي تختلف أحجامها والتي تقلصت عبر الزمن. أما بخصوص لباس المرأة فهناك ما يسمى «بالقنبوز» الذي هو حجاب سابغ لا يبرز إلا عينا واحدة وكان يتخذ من القماش الأزرق ثم الأبيض، وهناك الفستان والحولي، والوقاية والخمري.

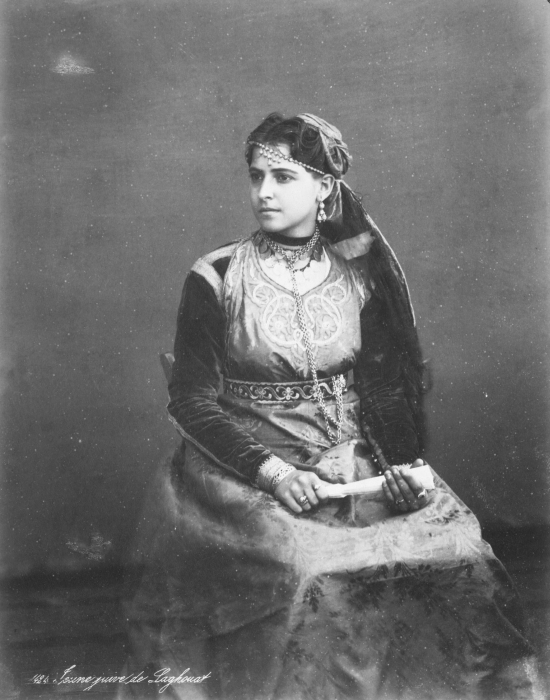
امرأة من يهود الأغواط بلباسها التقليدي (1889)
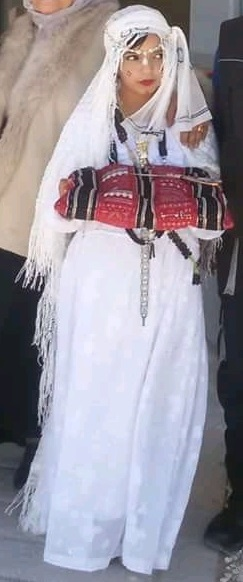
فتاة من قبيلة رحمان
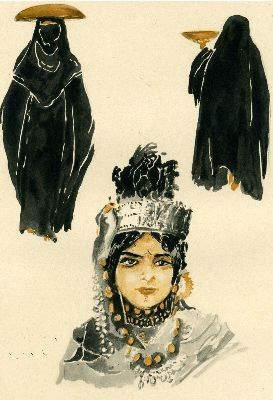
المحجبات الجنوبيات وأولاد نايل من الأغواط 1929م
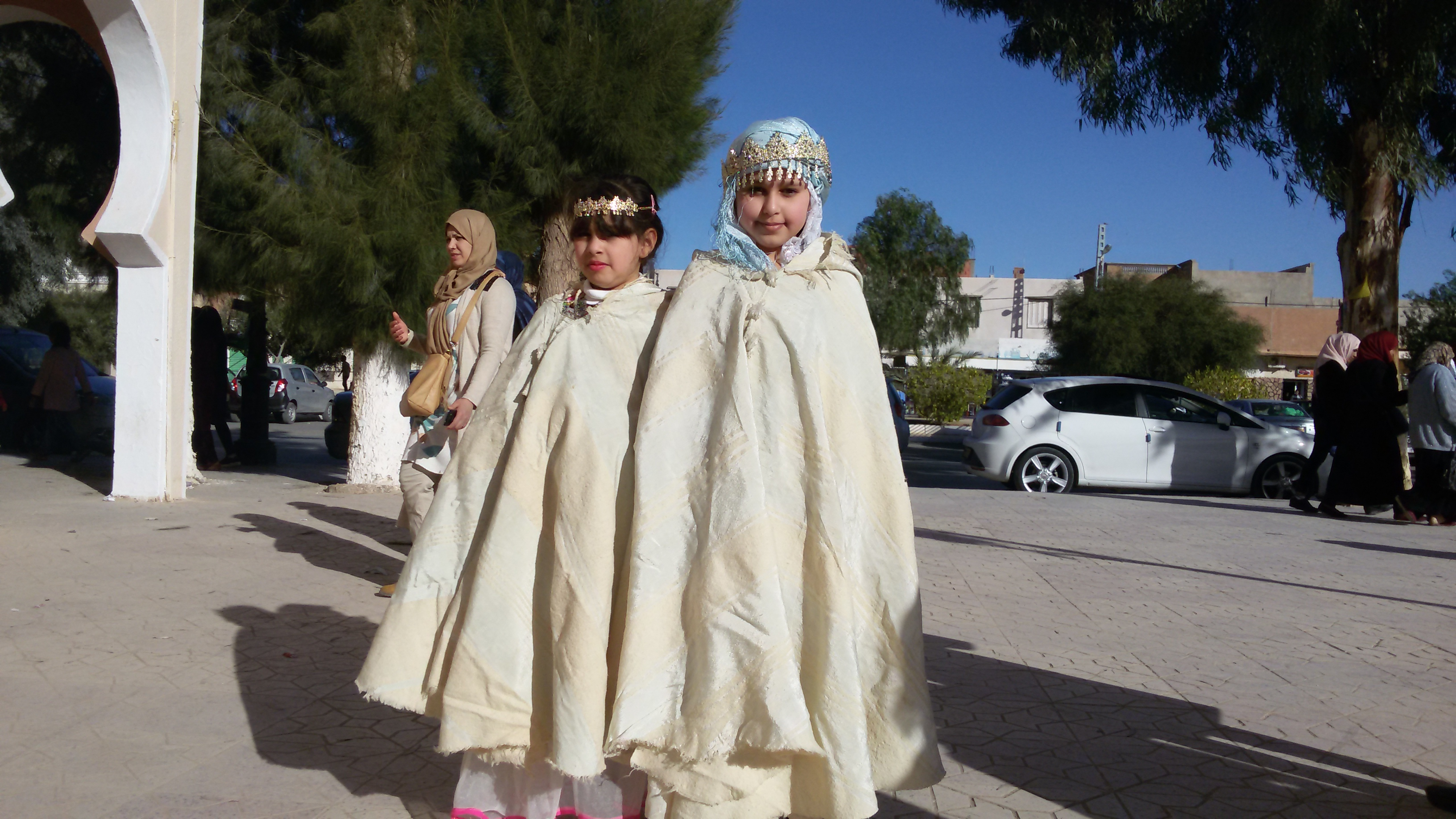
فتاتين ملتحفتين البرنوس (2017)

### الحرف التقليدية

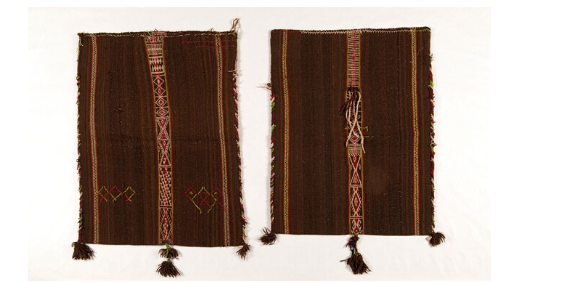
- قرارة - منسوجات الأغواط 1894م

## المعالم

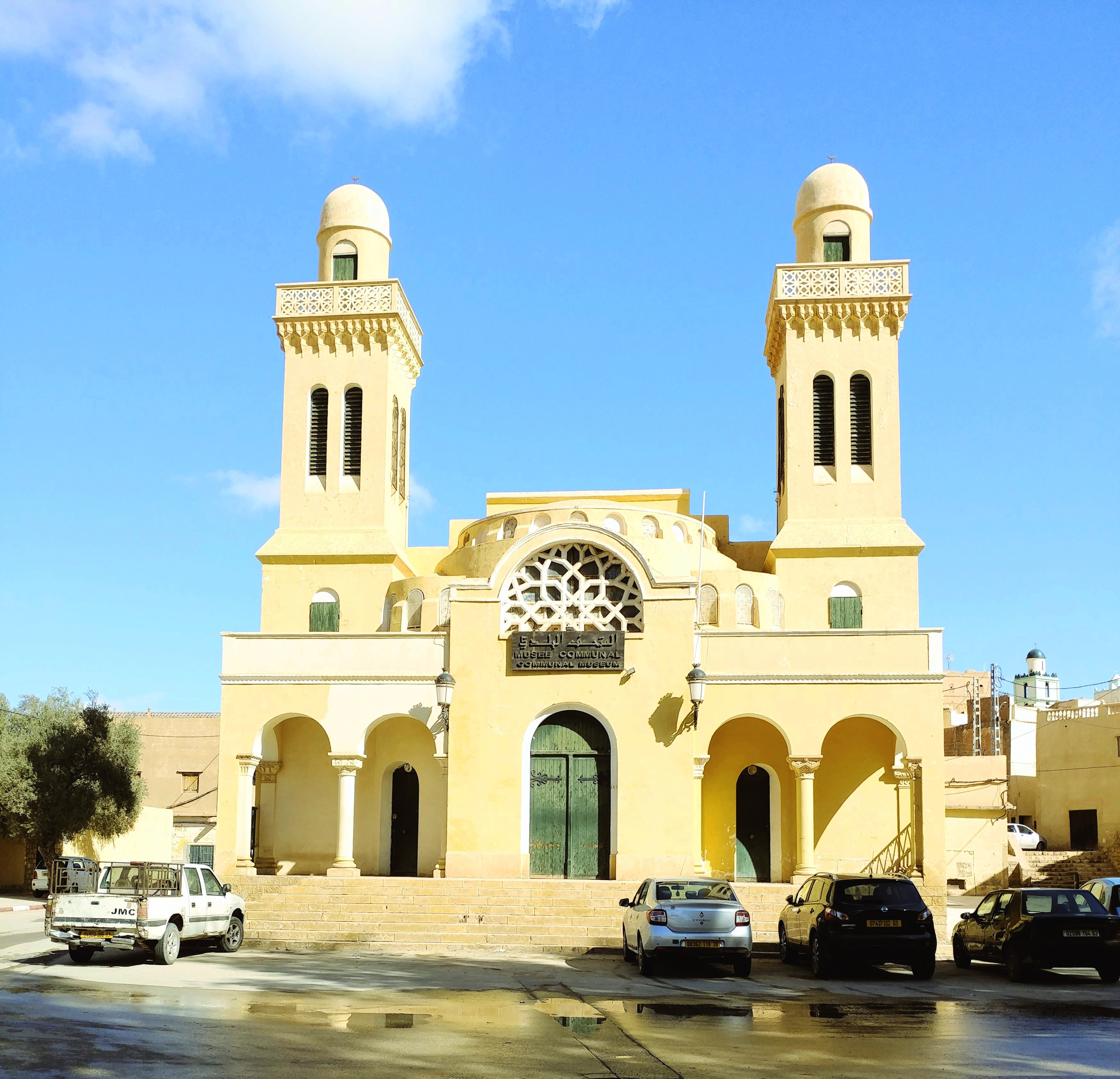
المتحف البلدي / كان كنيسة في السابق

ومن معالم مدينة الأغواط الجامع العتيق وحصن سيدي الحاج عيسى ومزاره والحي القديم وبساتين النخيل وكانت فيها زمن الاستعمار الفرنسي كاتدرائية ومقر أسقفية الصحراء.

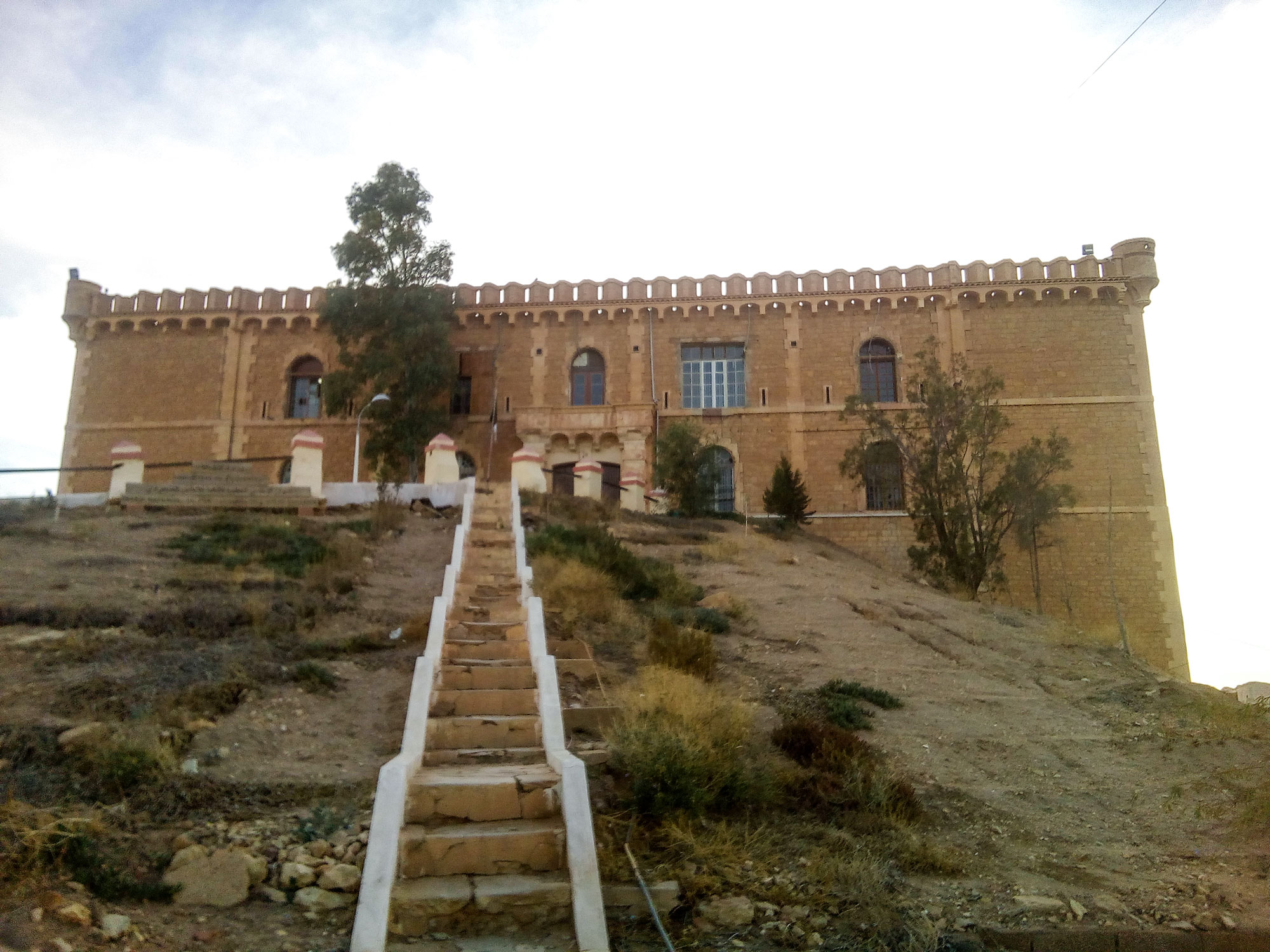

- ماء الميلق.

### برج تيزقرارين
```
يعتبر 
برج تيزقرارين
 بالأغواط من أهم المعالم السياحية لمدينة الأغواط، ويعود إنشاؤه إلى سنة 
1857
، ويقع هذا البرج في أعلى مكان على مستوى المدينة وبهندسة عمرانية ذات طابع صحراوي. كما يسمى برج تيزقرارين أو 
حصن بوسكارين
، نسبة إلى الجنرال الذي اغتيل داخل البرج بعد تسلل أحد مقاومي أهالي المنطقة. وقد تم إنشاء برج تيزقرارين لاستخدامه كقاعدة عسكرية للتخطيط، وتوجيه الجيوش الفرنسية نحو استعمار مناطق أخرى من 
الجزائر
. يحتوي هذا الهيكل على أربعة أجنحة، وساحة واسعة تحوي قبر الجنرال بوسكاران، بالإضافة إلى سراديب خاصة لتعذيب المجاهدين لازالت شاهدة على فترات زمنية عصيبة مرت به، ومن خارج البرج يوجد طريق خاص للعربات المجرورة، التي تصل وسط مدينة الأغواط بأعالي البرج، بالإضافة إلى طريق مزود بالدرج خاص بالجنود الفرنسيين، وفي سنة 
1958
 قام 
المستعمر الفرنسي
 ببناء صهريج ماء كبير على أيدي جنود ألمان، معتقلين بهذه الثكنة بغية تزويد سكان المدينة بالمياه الصالحة للشرب.
```

وفي السنوات الأخيرة من الاستعمار حُوّل البرج من ثكنة عسكرية إلى مستشفى عسكري متخصص في معالجة أمراض الربو والحساسية لمعالجة الجنود، ومع نيل الجزائر لاستقلالها تم استغلال هذا البرج بالنظر إلى موقعه الاستراتيجي الفريد، من طرف عدة مصالح إدارية وأمنية، ليُسترجع سنة 2011 ويكون معلما سياحيا، يفتح أبوابه لكل الزوار.

### جسروادي امزي
```
يربط بين الأغواط المدينة ومنطقة راس العيون بالدخلة.
```

### جسر سيدي حكوم
```
يربط بين وسط المدينة وحي برج السنوسي.
```

## أحياء الأغواط

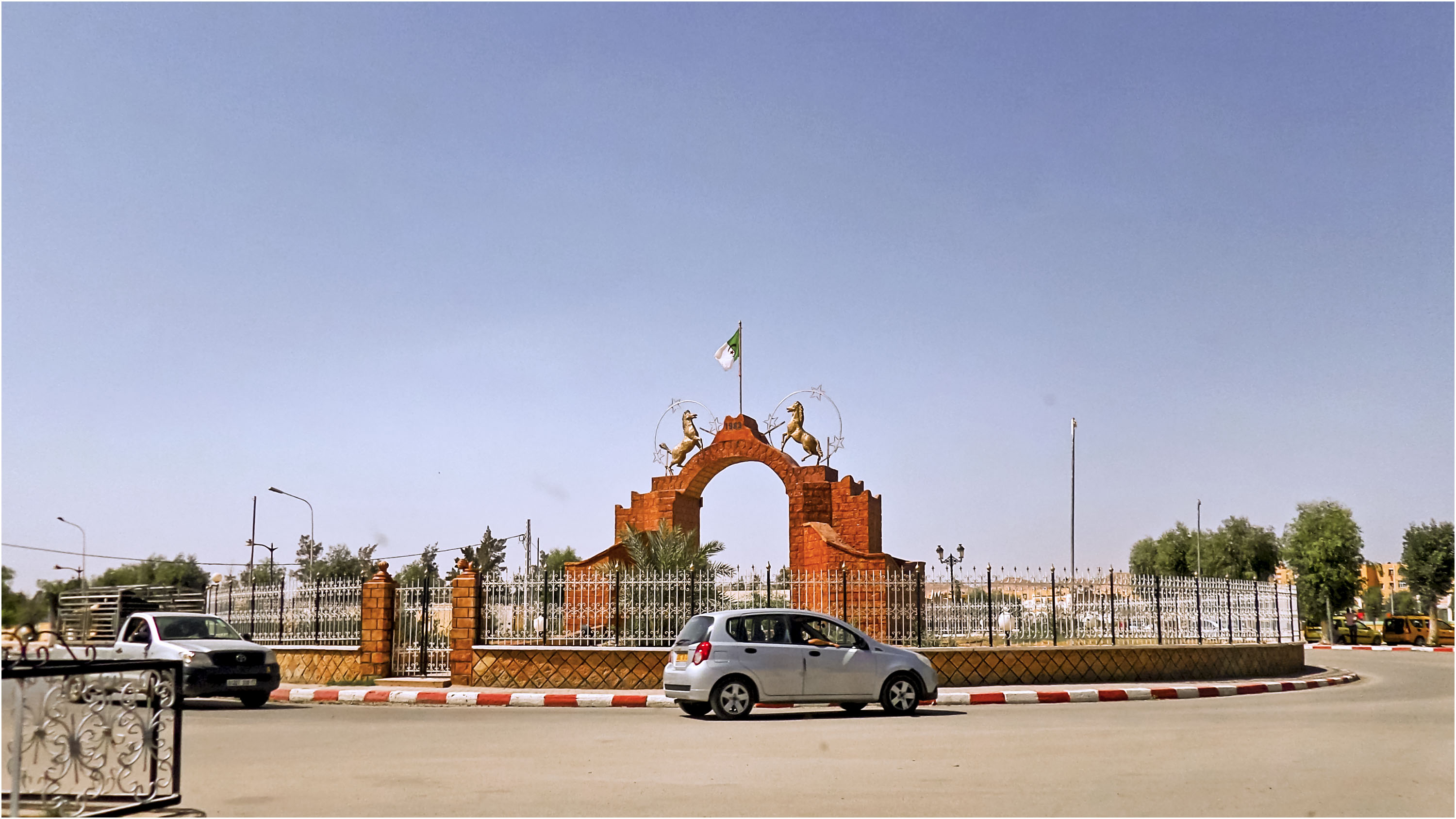

بما أن مدينة الأغواط مدينة عريقة توجد بها أحياء قديمة كزقاق الحجاج والضلعة وسيدي يانس والغربية والصفاح بالإضافة إلى ساحتها الشهيرة «رحبة الزيتون» وجنان البايلك. و من جهة أخرى توسع عمرانها حديثًا باستحداث أحياء جديدة مثل حي الواحات الشمالية، الوئام... وغيرها، وهنالك قرية برج السنوسي التي تعد امتداداَ طبيعيا للمدينة في الضفة الشرقية لوادي امزي. هذا بالإضافة إلى بعض الأحياء التي أنشأت خلال القرنين 18 و 19 م كالمعمورة والمقام والشطيط والمقطع الظهراوي والمقطع القبلي .

### أحياء الجهة الشمالية
هي في الغالب أحياء حديثة النشأة ونقصد بالجهة الشمالية : شمال هضبة تيزقرارين التي تمتد من الجنوب الغربي نحو الشمال الشرقي. وهذه قائمة تلك الأحياء :

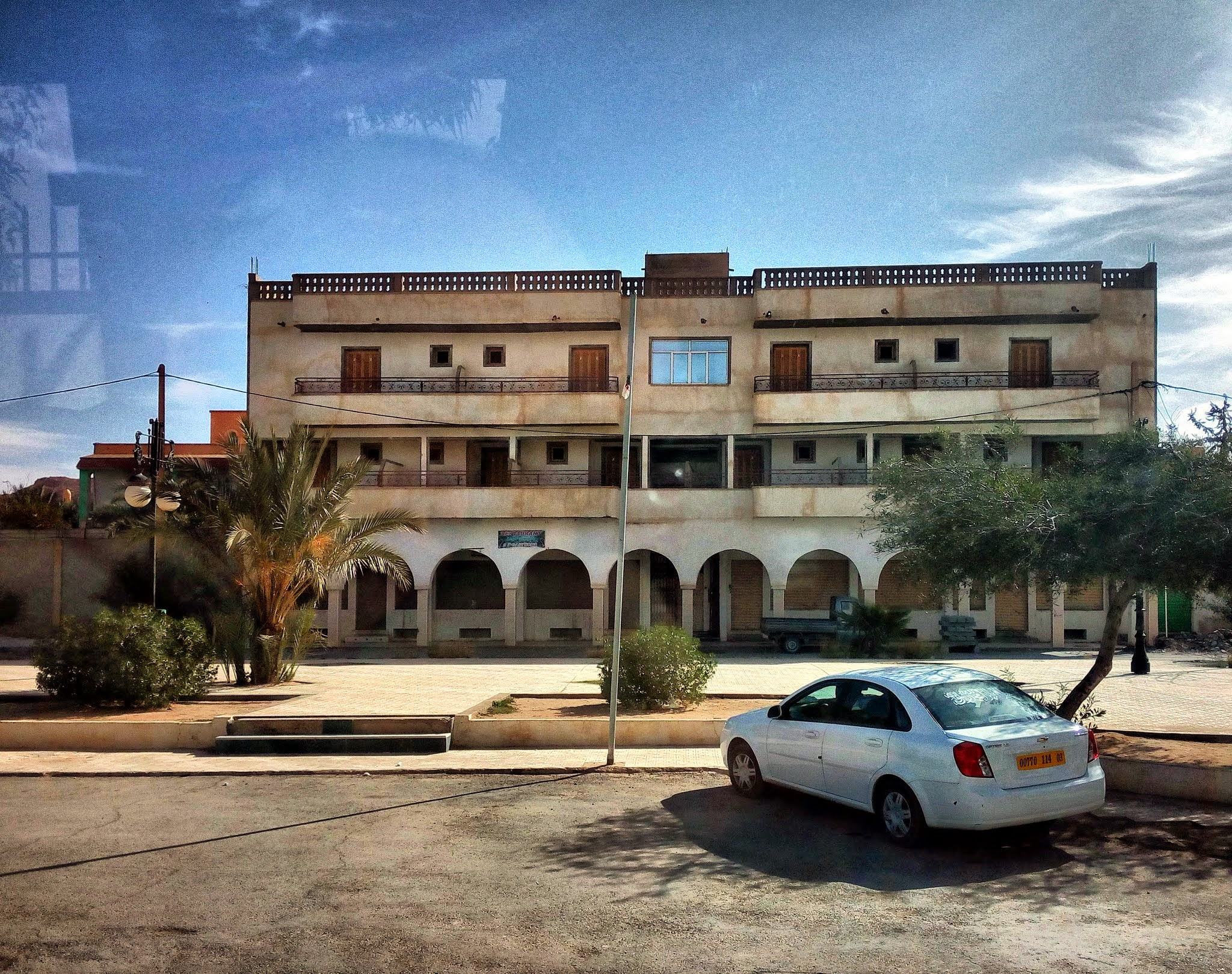
حي المعمورة
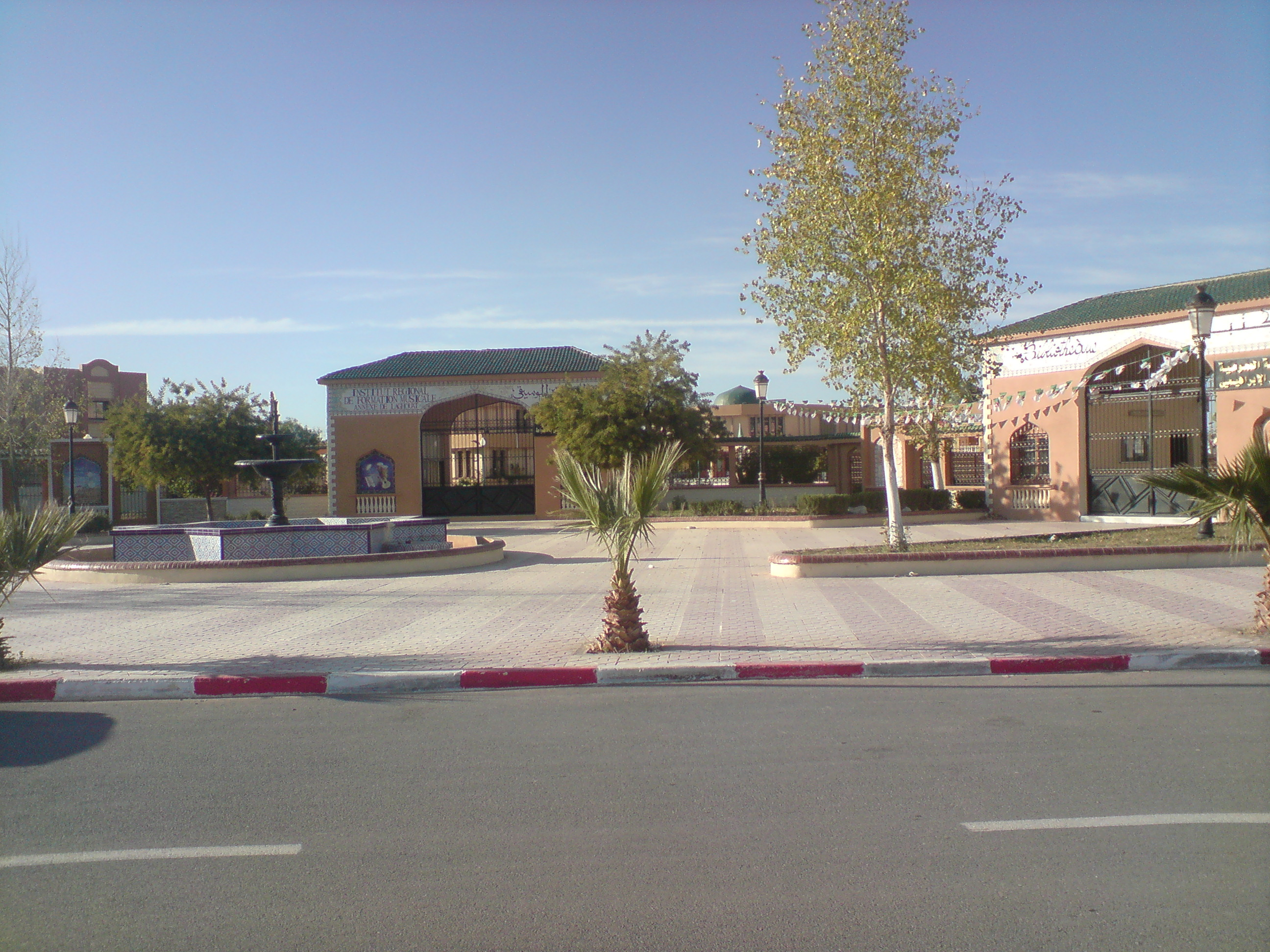
شارع السهوب
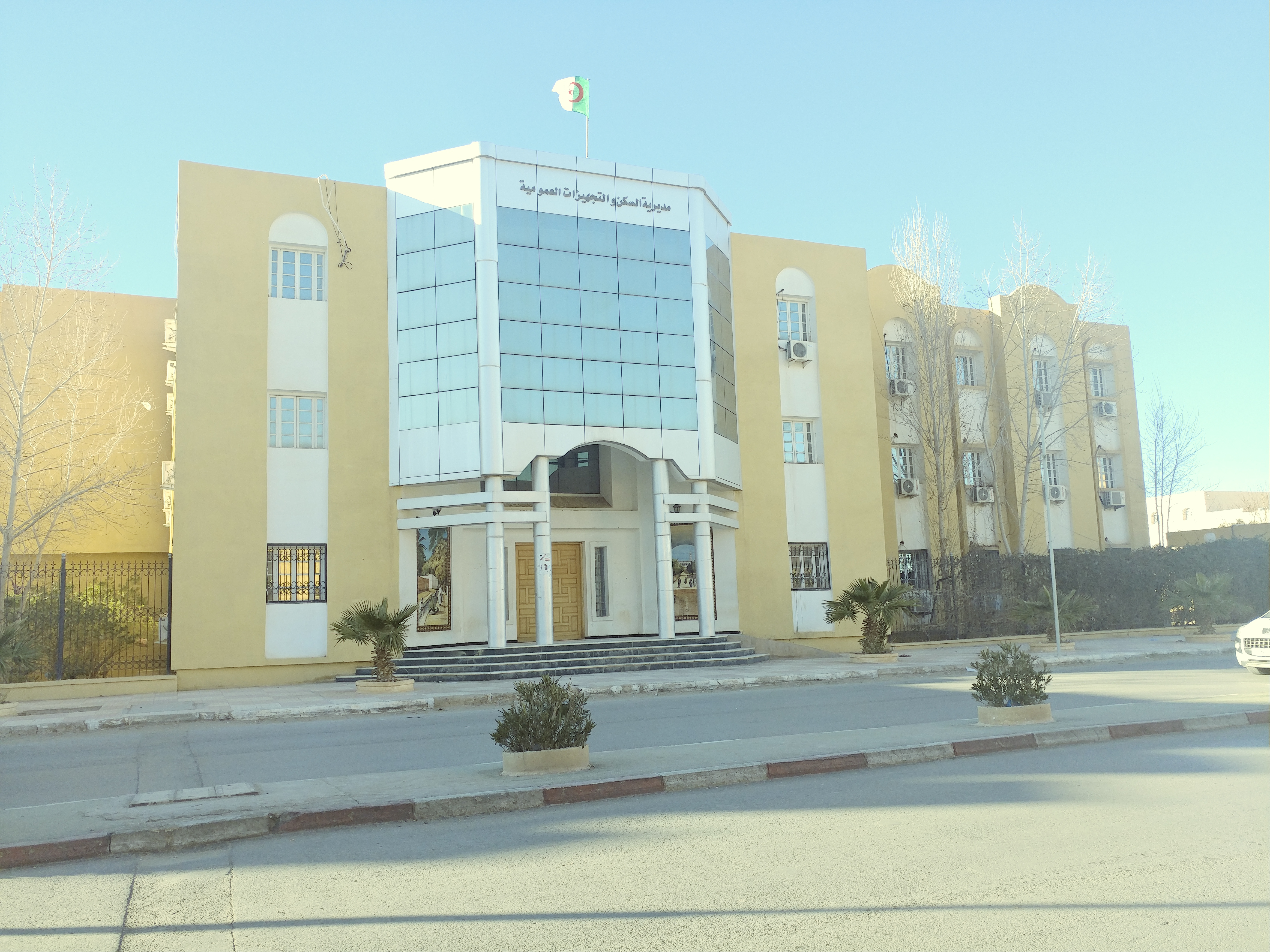
حي 500 سكن
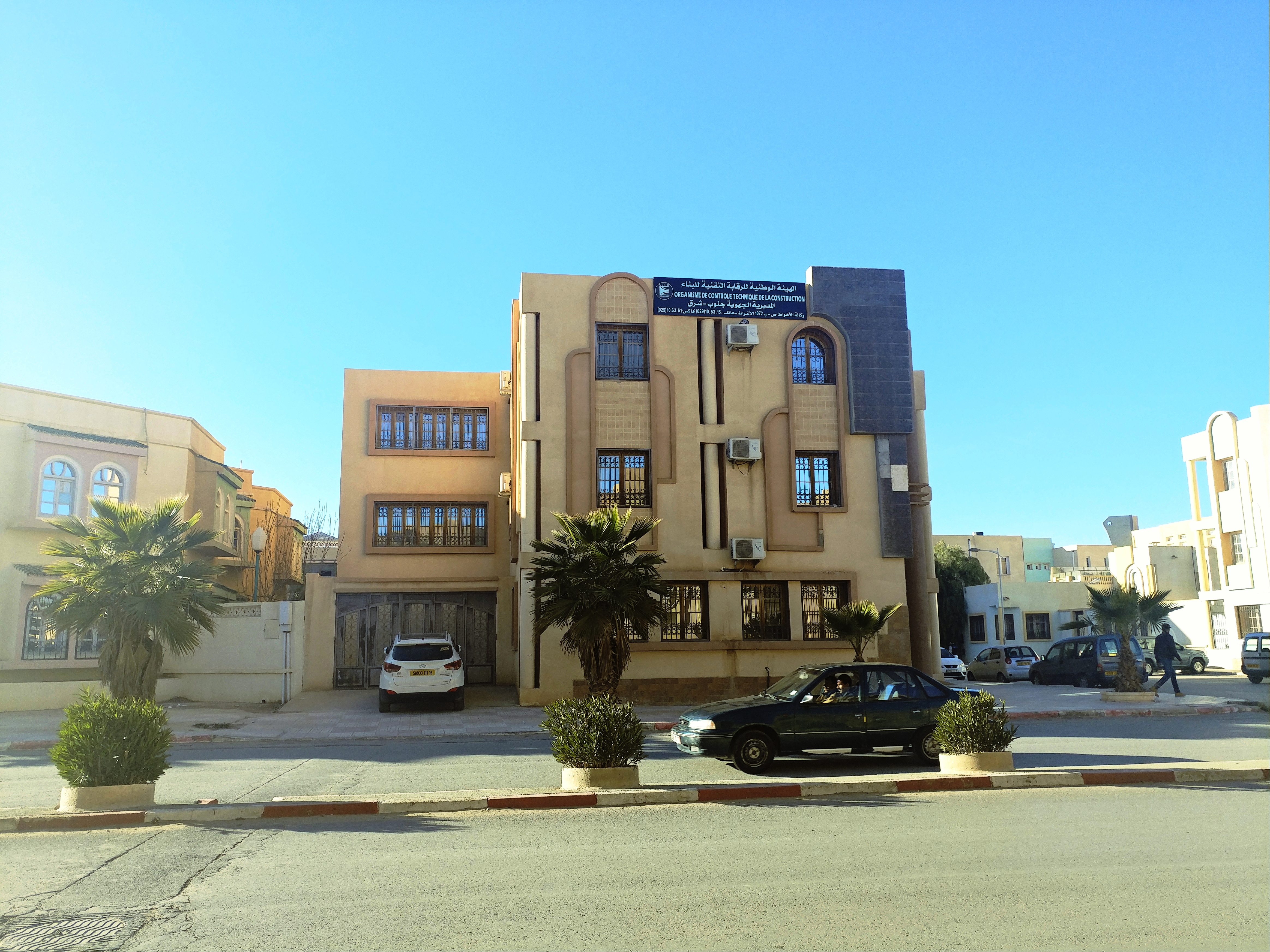
حي 500 سكن

- 212 الوازيس
- حي الواحات الشمالية
- حي القواطين
- حي المقطع
- حي السلام
- حي المصالحة
- حي الصنوبر
- حي المستقبل
- حي بوخنفوس
- حي السعادة
- حي المحافير
- حي الوئام
- حي الساسي بولفعة
- حي المقام
- حي سبانيول
- حي أفران
- حي المعمورة
- حي 05 جويلية (لاسيليس)
- حي بن باديس
- حي المجاهدين
- حي القدس
- حي الأمل
- حي 600
- حي 500
- حي 330
- حي 11 ديسمبر 1961

- حي المعمورة
- شارع السهوب
- حي 500 سكن
- حي 500 سكن

### أحياء الجهة الجنوبية
هي في الغالب أحياء قديمة النشأة وهي تقع جنوب هضبة تيزقرارين وهي قليلة المساحة مقارنة بالأحياء الشمالية لضيق المساحة فهي محصورة بين وادي امزي جنوبا والهضبة التي تحدها من الشمال والغرب.
و هذه قائمة بأهم هذه الأحياء والأزقة :

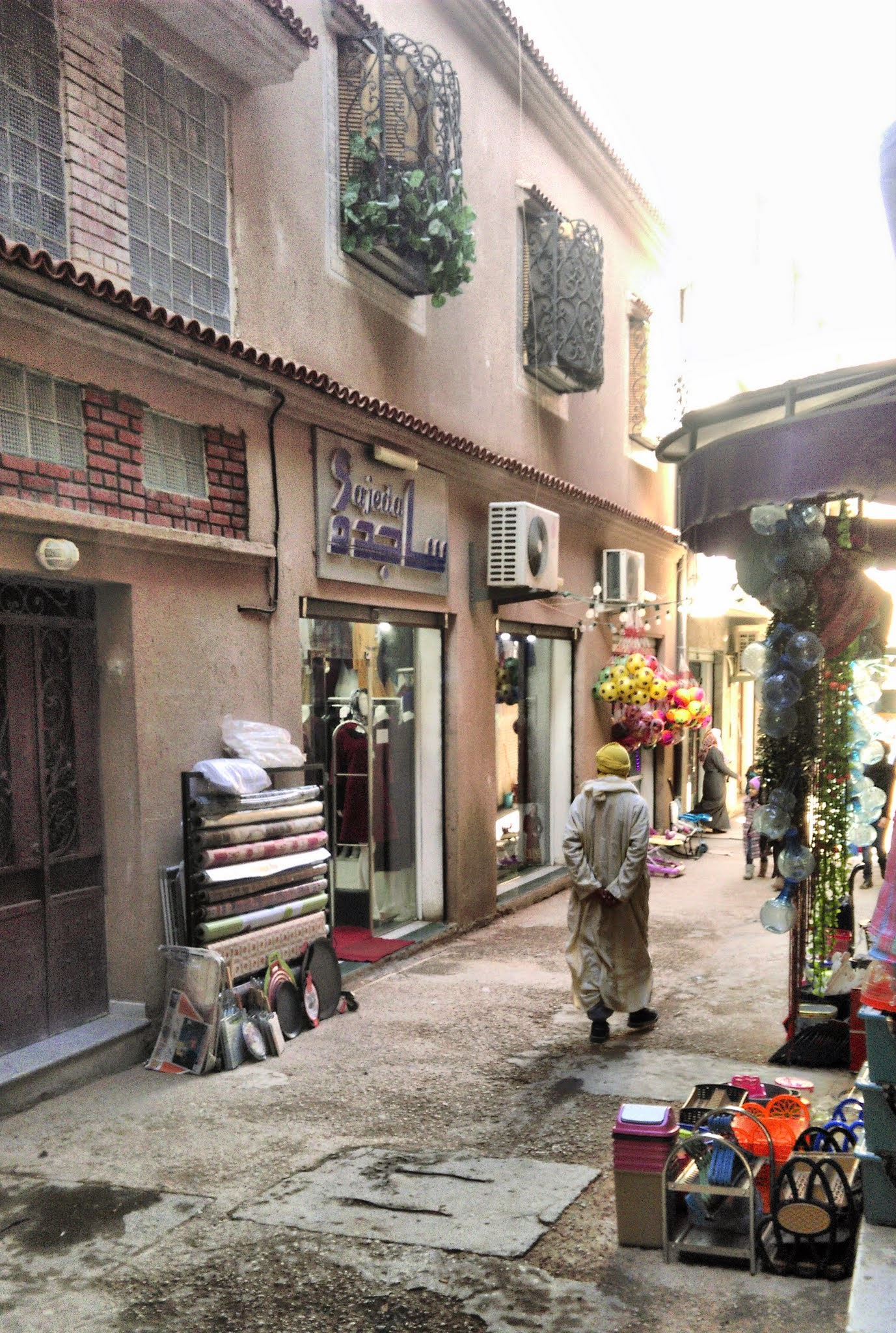
الغربية
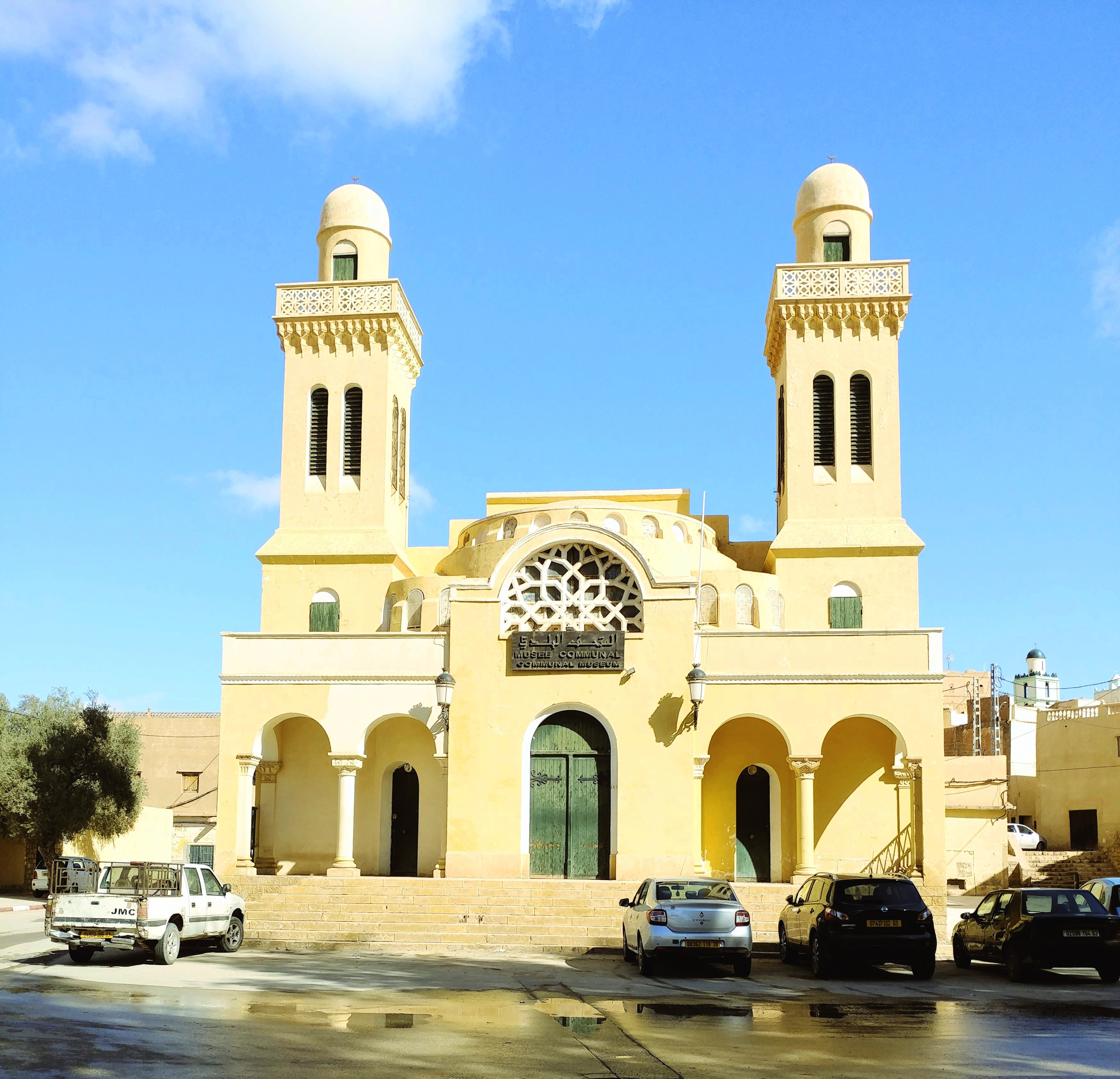
حي الغربية
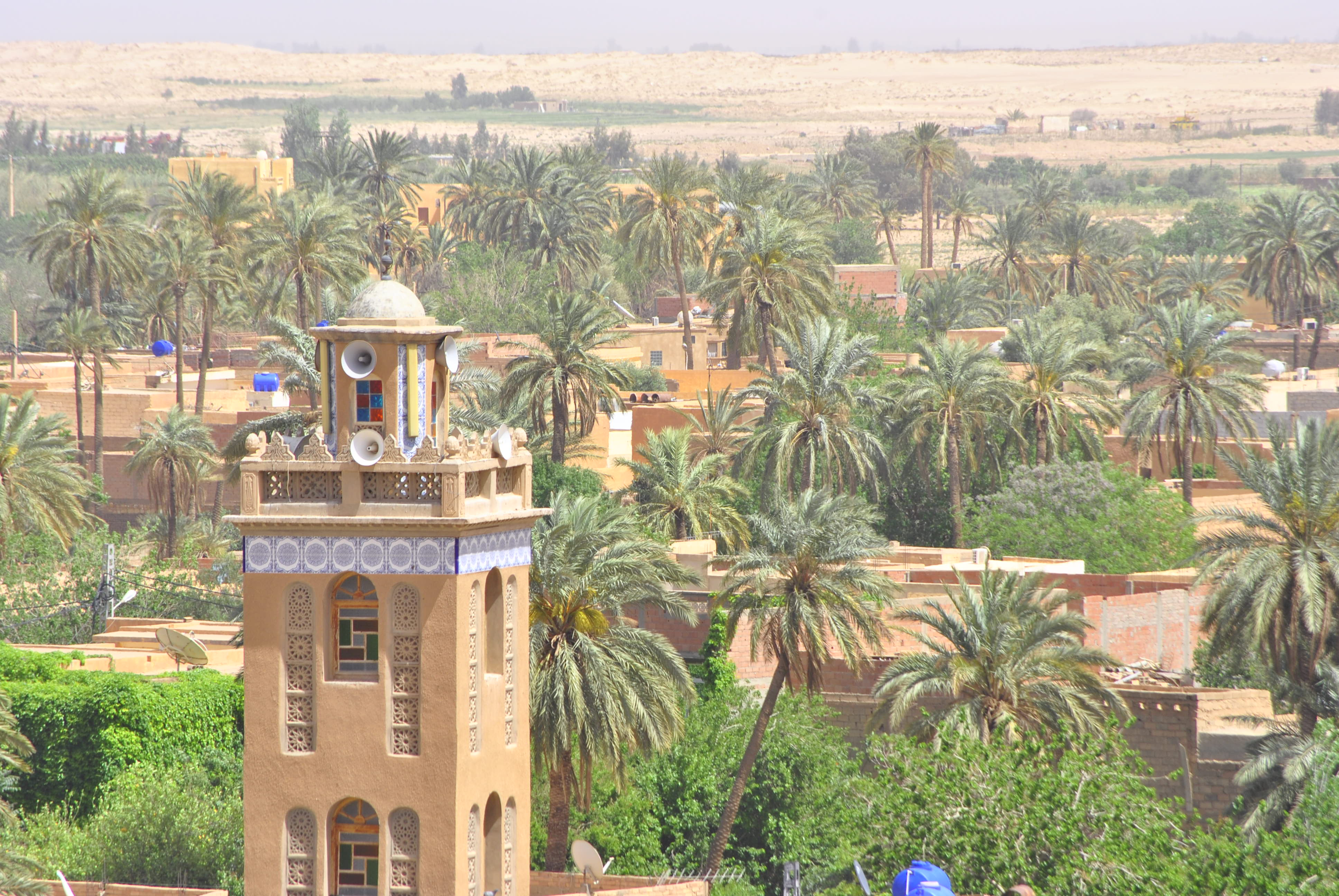
المقطع القبلي

- حي زوايمو
- حي قصر البزائم
- حي الشطيط
- زقا الطاقة
- حي قصر الفروج-الصادقية
- حي المقدر
- حي الزبارة
- حي القابو
- حي الصوادق-الجودي بلقاسم
- حي الواحات الجنوبية (سيدي يانس)
- حي الضلعة
- زقاق الحجاج
- حي الغربية
- حي المقطع القبلي

.
- الغربية
- حي الغربية
- المقطع القبلي

### أحياء خارج التجمع الحضري

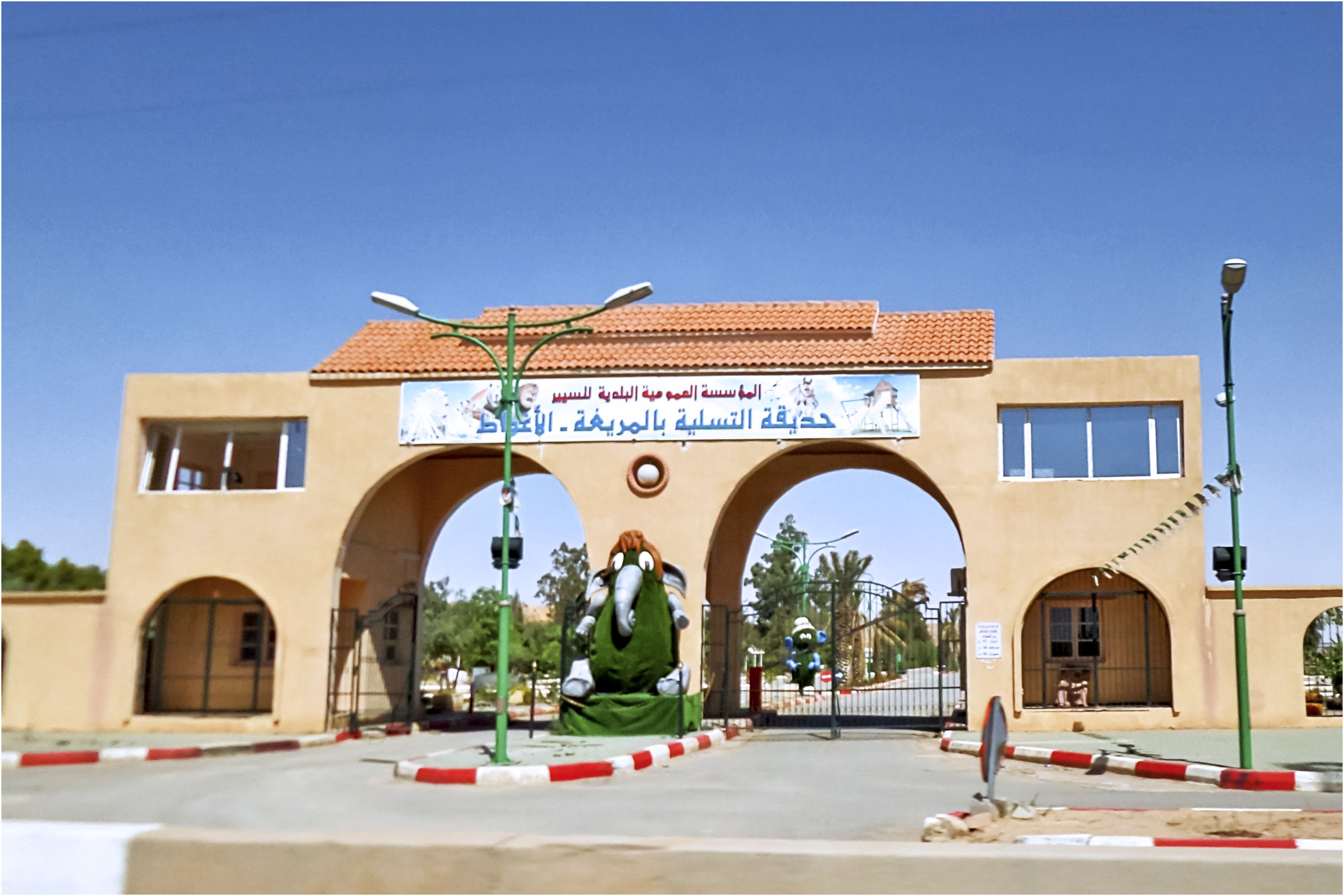
حديقة التسلية - المريغة.

- حي البرج السنوسي: هو حي يعد من الضواحي فهو عبارة عن قرية تقع في الضفة الشرقية لوادي امزي اذ أنه غير متصل بالكتلة الحضرية لمدينة الأغواط حيث يربطه بالمدينة جسر سيدي حكوم. وهو يعد أكبر أحياء المدينة بتعداد قد يفوق 20 ألف نسمة.

يتألف من حيين فرعيين: ما يعرف بالقرية في الجهة الجنوبية الشرقية وحي بني الذاتي في الجهة الغربية يفصل بينهما بعض البساتين والشعاب.
- المدينة الجديدة بوشاكر : تقع 15 كم جنوب مدينة الأغواط طور الانشاء من المرتقب أن تسع 50ألف ساكن في البداية .
- منطقة المريغة و الدخلة : تضم العديد من المستثمرات الفلاحية الى جانب بعض المنشآت مثل مصنع الأجر و حديقة التسلية و مقبرة الشهداء و مقر للأمن و ميدان الخيول.

### التنمية عبر أحياء الأغواط
1. التموين بالمياه : تعززت مدينة الأغواط بستة خزانات مائية تتراوح سعتها بين 500 و2000 متر مكعب، وزعت على أحياء المعمورة وابن باديس وبوخنفوس ومنطقة كاف مقران، كما تم أيضا إنجاز خزانين مائيين بسعة 2000 متر مكعب للواحد بأعالي حي المحافيرموجهة لتدعيم التموين بالمياه لإحياء مخطط شغل الأراضي 10 (poste 18).[48][49]
2. الربط بشبكة الغاز :

## المساجد

مسجد قصر البزائم

تعرف الأغواط على غرار عديد المدن الجزائرية بمساجدها العتيقة وهذه عينة:
- جامع الصفاح : من أجمل التحف المعمارية في المدينة بني في أواخر القرن ال19 من طرف معمر إيطالي يدعى موليناري بعد اعتناقه الإسلام.

و يعد رمزا للمدينة بطابعه المعماري المميز.
- مسجد الشهداء : بقصر البزائم، أغلق لعدة سنوات في التسعينيات من القرن الماضي بسبب العمليات الإرهابية التي وقعت قربه، ثم أعيد افتتاحه بعد ذلك.
- مسجد الإمام مالك : يعد أكبر مساجد المدينة من حيث المساحة، كما أنه تقام به صلاة العيد ويحضره العديد من السلطات الرسمية للولاية.

## التصوف في مدينة الأغواط

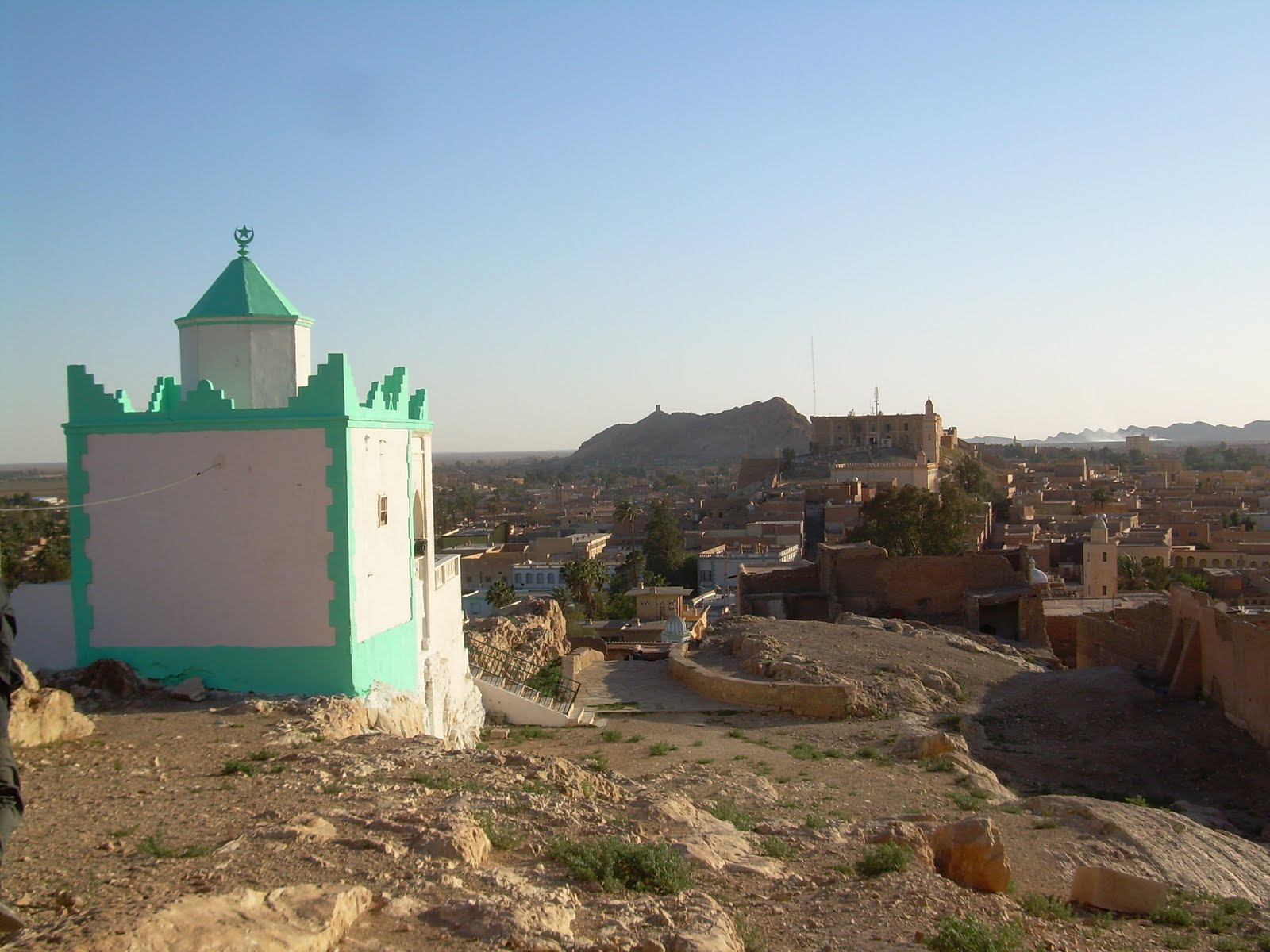

ظلت مدينة الأغواط بحكم موقعها الجغرافي ومكانتها العلمية والسياسية محطة لتفاعلات أغلب الطرق الصوفية، ومن أبرزها وجودا في هذه المدينة نذكر: القادرية، الناصرية ’ التيجانية ’ السنوسية ’ الشاذلية، العزوزية.
- الطريقة القادرية قديمة الوجود في مدينة الأغواط غير أنه يُجهل اسم أول من أدخلها إلى هذه المدينة وفي أي تاريخ بالتحديد من أبرز روادها :
  - الحاج العربي موتح: قدم على رأس هذه الطريقة بإيجاز من شيخها في تونس. من أثاره إعادة بناء قبة الشيخ سيدي عبد القادر سنة 1896م.
  - الحاج الطيب بن الحاج العربي : ولد سنة 1854م، آلت إليه رئاسة الطريقة القادرية بعد وفاة أبيه جدد بناء القبة المذكورة سنة 1929م وكانت وفاته في السنة الموالية.
- الطريقة التيجانية ومن أبرز أعلامها في الأغواط
  - الشيخ سحنون بلحاج:
  - الشيخ أحمد بن إسماعيل
- الشيخ أحمد بن بلقاسم بن أحمد البوزيدي.
- الشيخ أحمد بن سحنون.[51]

- الطريقة الدرقاوية: بدأ موسى بن الحسن الدرقاوي في نشر تعاليمها في مدينة الأغواط[52] سنة 1829م تردد على حلقاته العديد من فقهاء وأعيان وعامة هذه المدينة نذكر منهم المشايخ قازي بن البوزياني وأحمد بلحاج بوهله ومحمد وغيرهم. ومن أشهر أعلام هذه الطريقة التي صارت تدعى فيما بعد ب (الموساوية) نسبة إلى مؤسسها الشيخ سيدي موسى والذين تركوا بصمات معتبرة في المجالين والديني عموما نذكر :
- الشيخ أحمد بلحاج :قُتل أثناء انتفاضة الزعاطشة سنة 1849م تحت قيادة مفجر هذه الانتفاضة الشيخ بوزيان.
- البشير بن الحاج ابن الشيخ أحمد بلحاج، عرف بالتضليع في الفقه والحديث والتوحيد والتصوف وقد درس هذه العلوم بمسجد الموسوية، توفي سنة 1917م .

## فنادق المدينة
من الفنادق الموجودة حاليا:
- فندق مرحبا
- نزل بني هلال
- فندق الصحراوي
- فندق السيشل
- فندق البستان

## قالوا عن الأغواط
- شارل لو غوفيك «الأغواط مدينة الذكريات : الأغواط تنتمي إلى فرومنتان مثلما تنتمي توليدو (طليطلة) إلى باريز وبروج لرودنباخ: فقد ميزها بعبقريته ككاتب أكثر من كونه رسامًا. الأغواط له إلى الأبد.»[53]
- محمد السعيد الزاهري «إن الأغواط أرض صالحة طيبة للعمل»[54]

## الأغواط في الفن

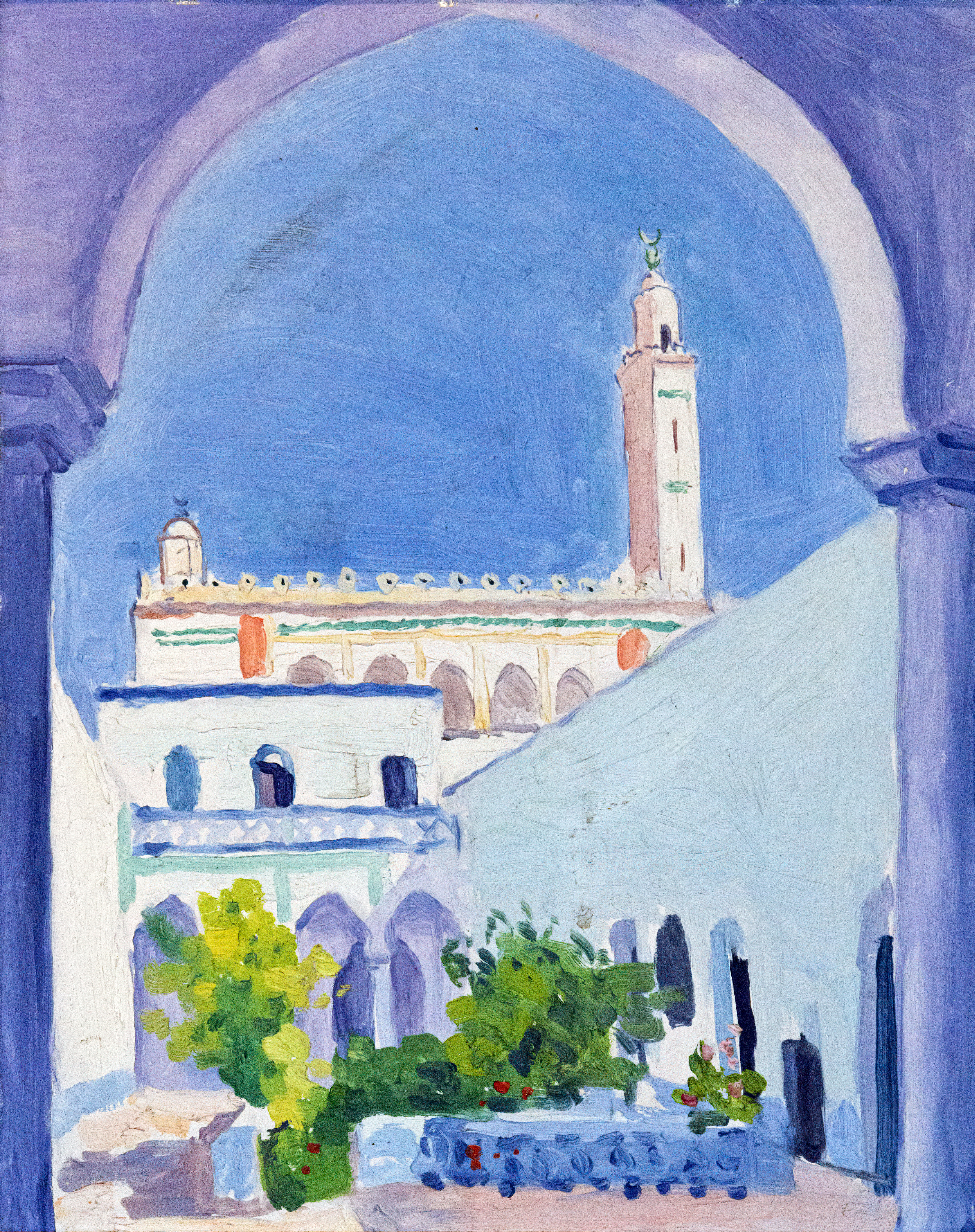
مسجد الأغواط 1929 بريشة ألبير ماركيه  [لغات أخرى]‏
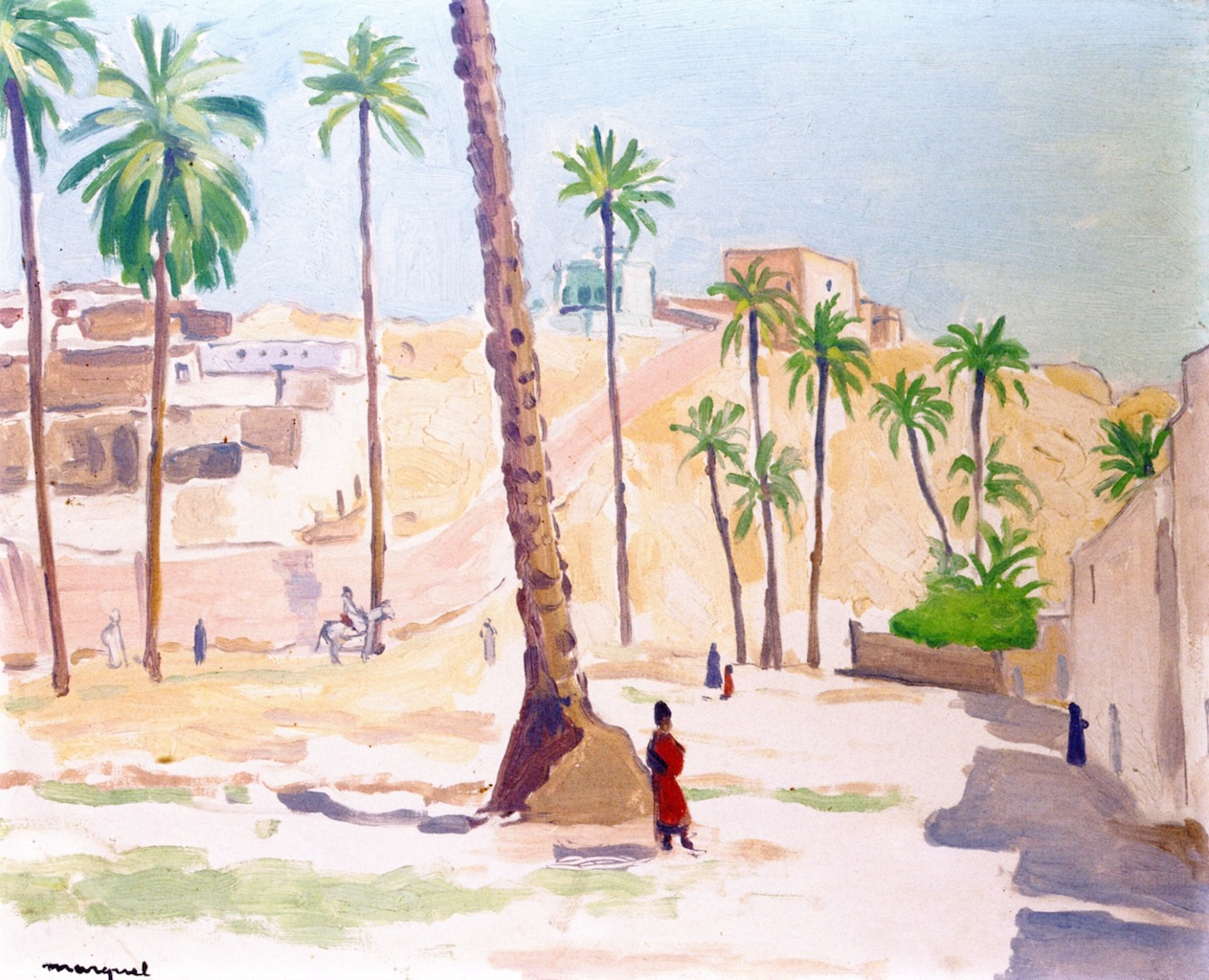
الساحة قبل 1947 بريشة ألبير ماركيه  [لغات أخرى]‏
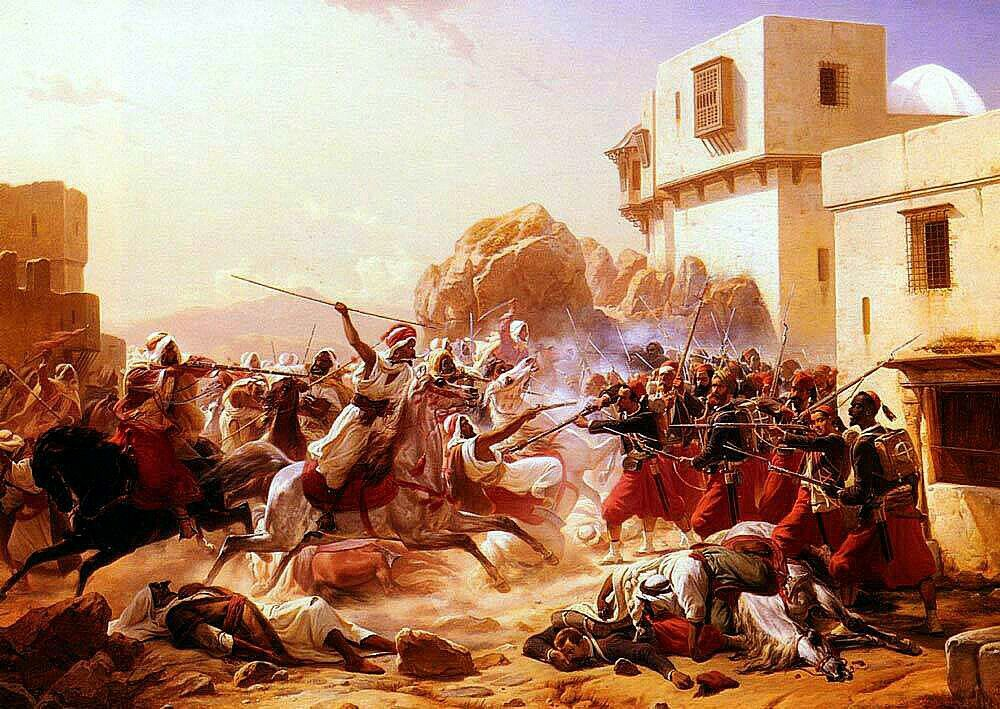
المعركة الأخيرة (معركة الأغواط 1852 بريشة الفنان الدانماركي نيلز سيمونسن  [لغات أخرى]‏
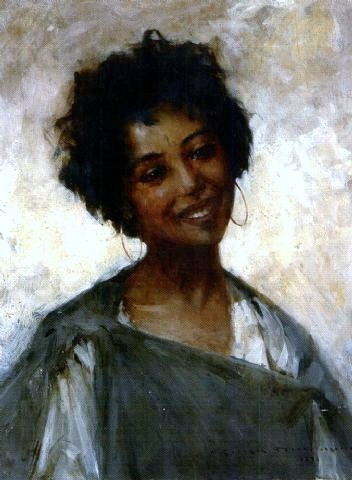
فتاة صغيرة من الأغواط 1894 بريشة جورج غاستيه  [لغات أخرى]‏
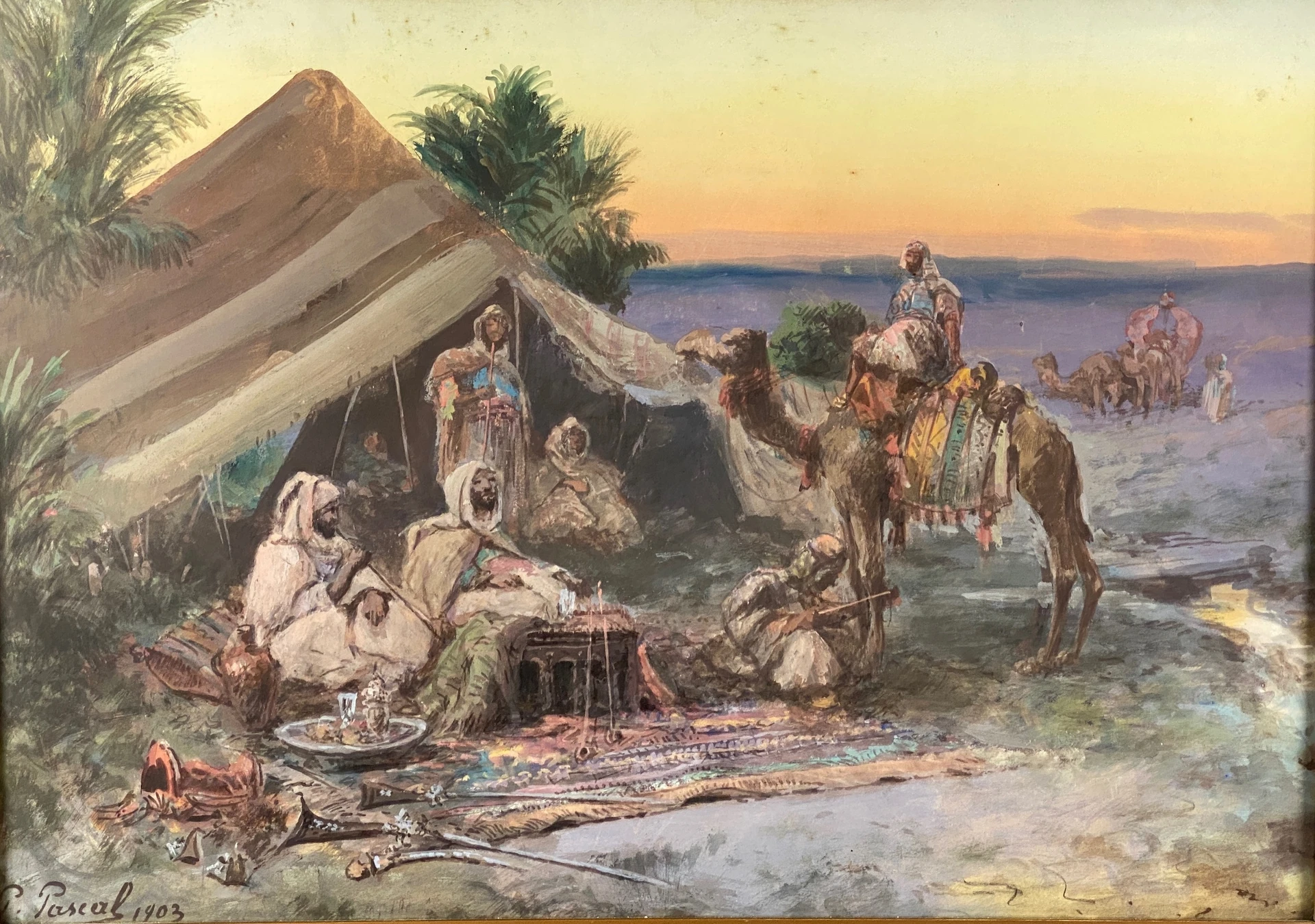
مخيم في الأغوط الجزائر لوحة زيتية مؤرخة في 1903
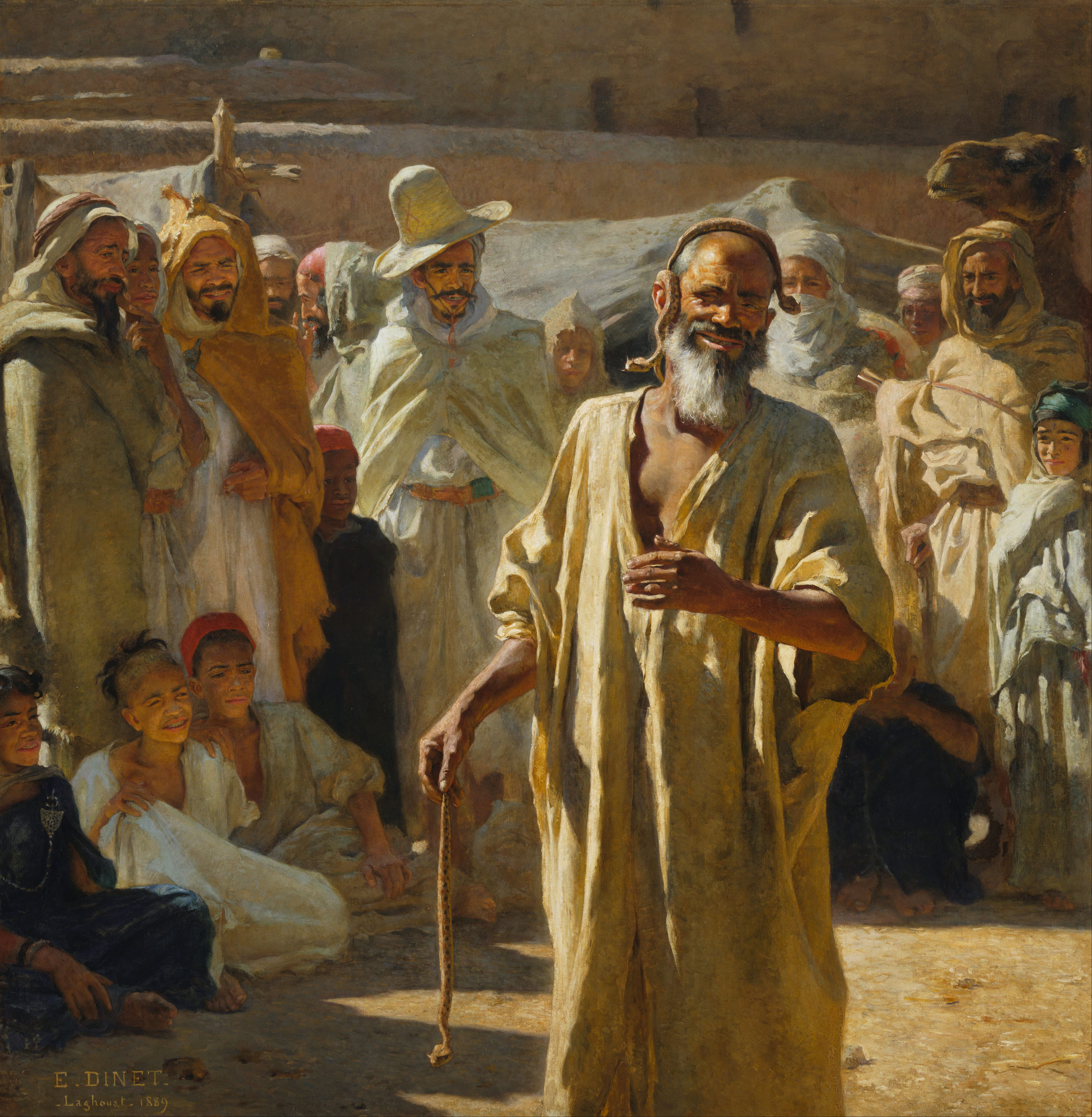
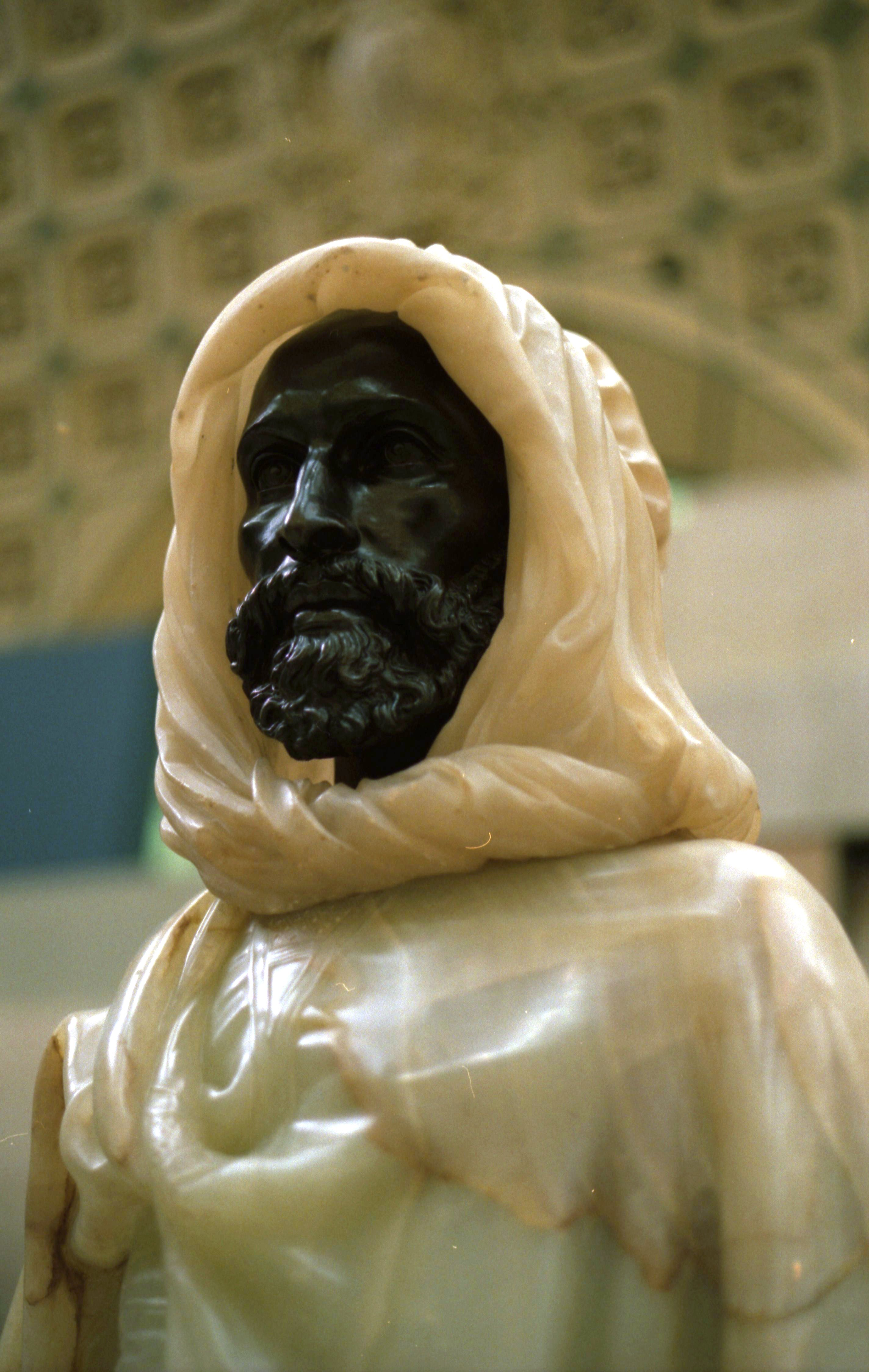
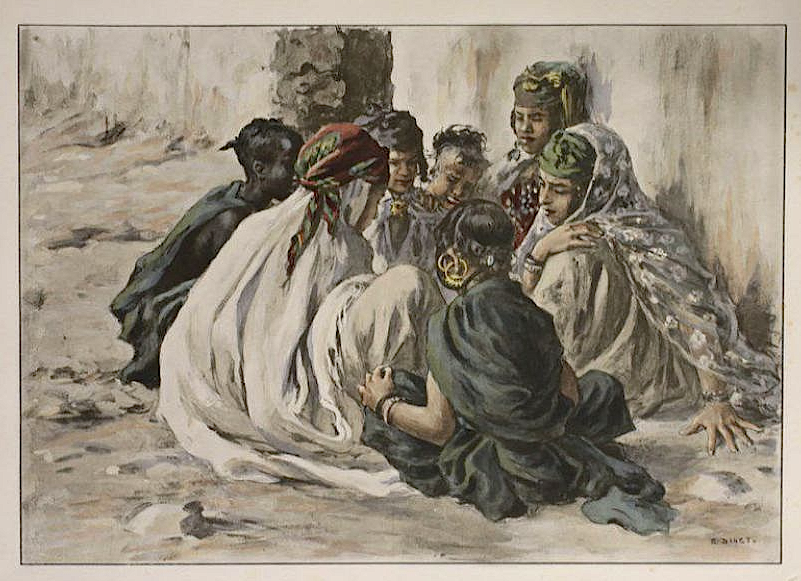
ألعاب بنات في الأغواط لوحة زيتية بريشة نصر الدين ديني
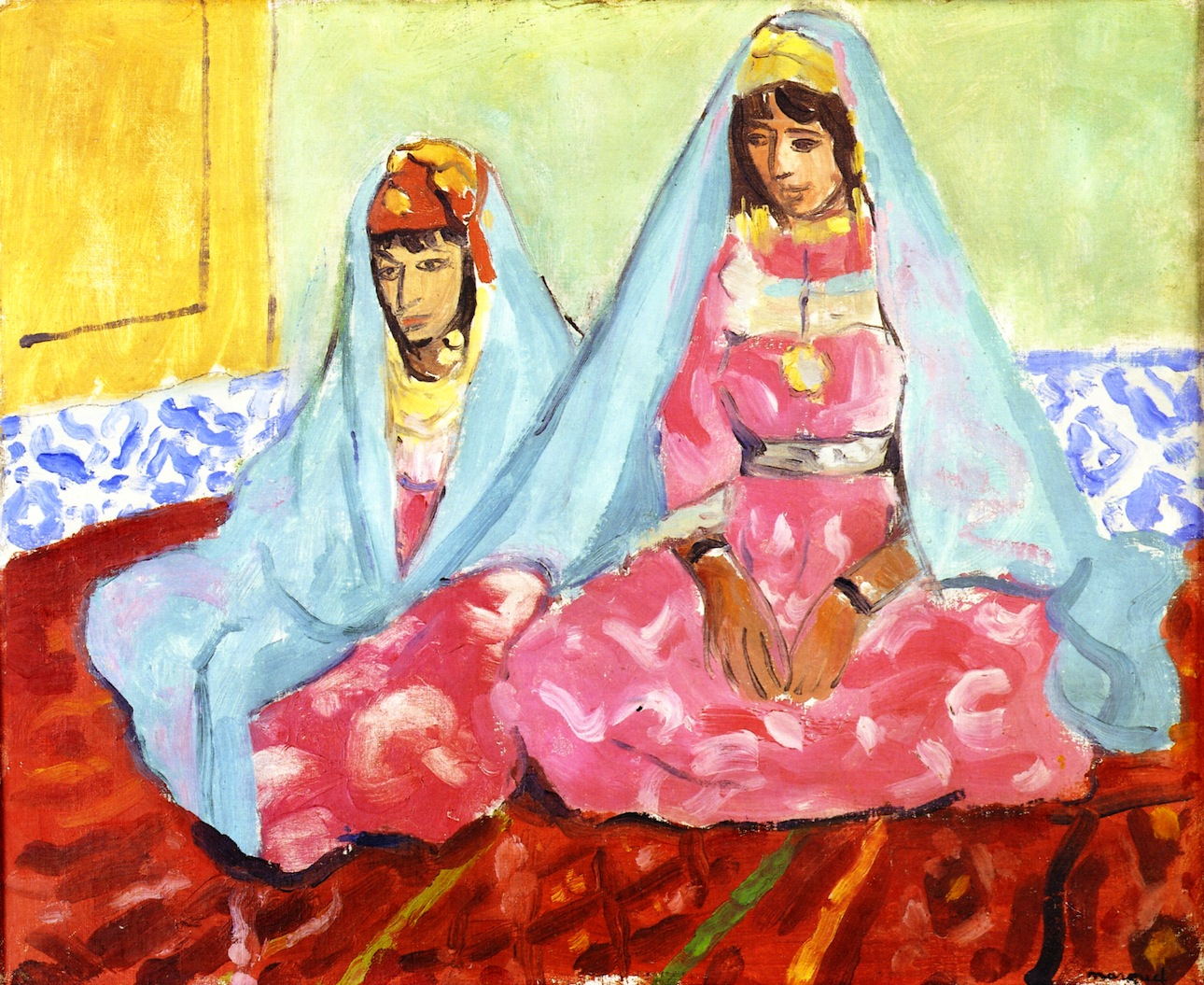
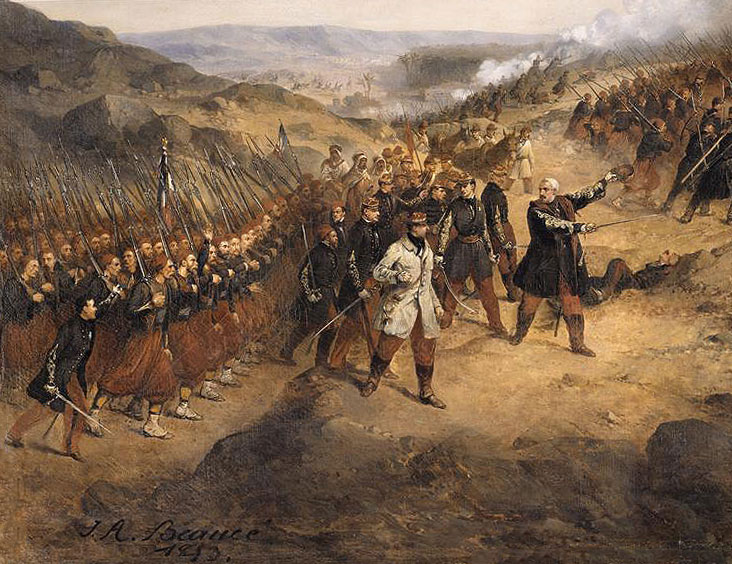
معركة الأغواط 1852 بريشة جون أدولف بوسي  [لغات أخرى]‏
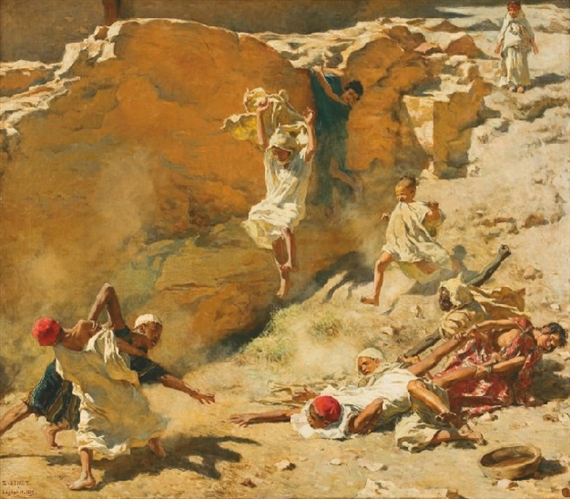
صراع من أجل قطعة نقدية، لوحة زيتية بريشة نصر الدين ديني
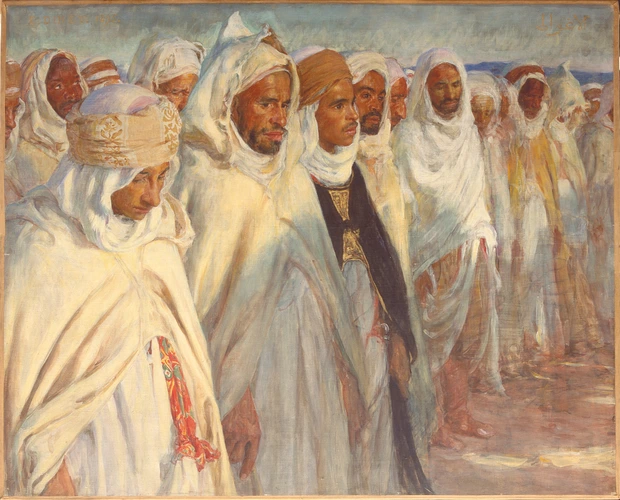
اليوم التالي لرمضان في الأغواط، لوحة زيتية بريشة نصر الدين ديني في 1895
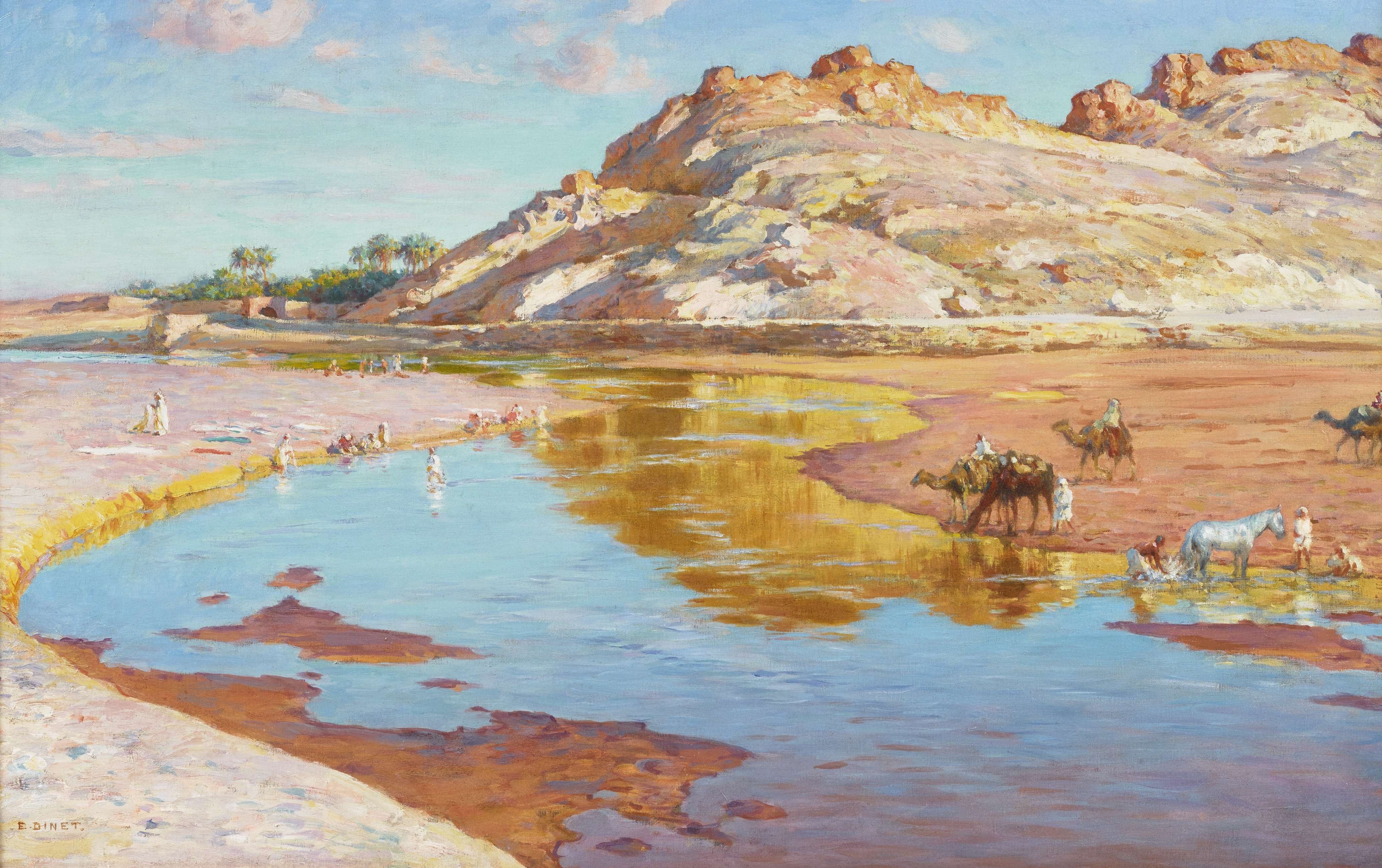
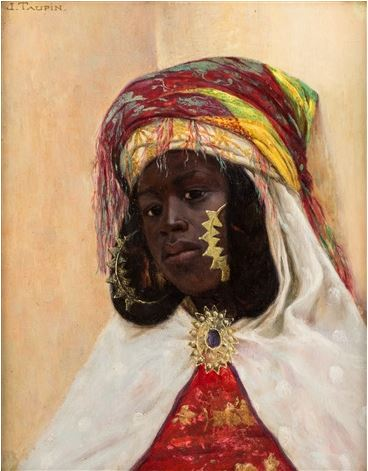
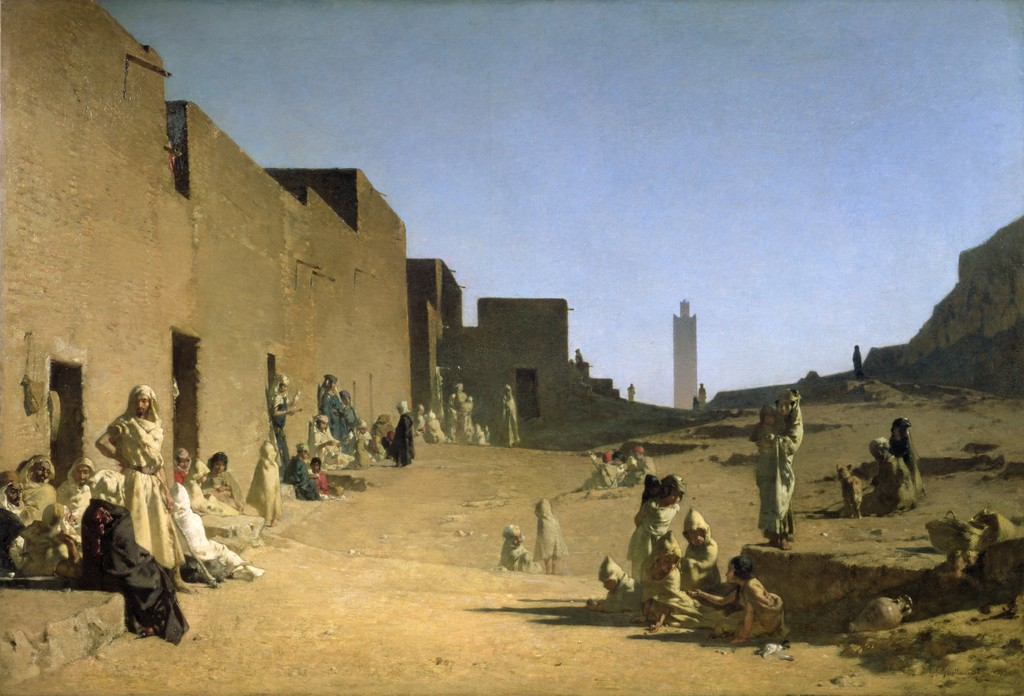
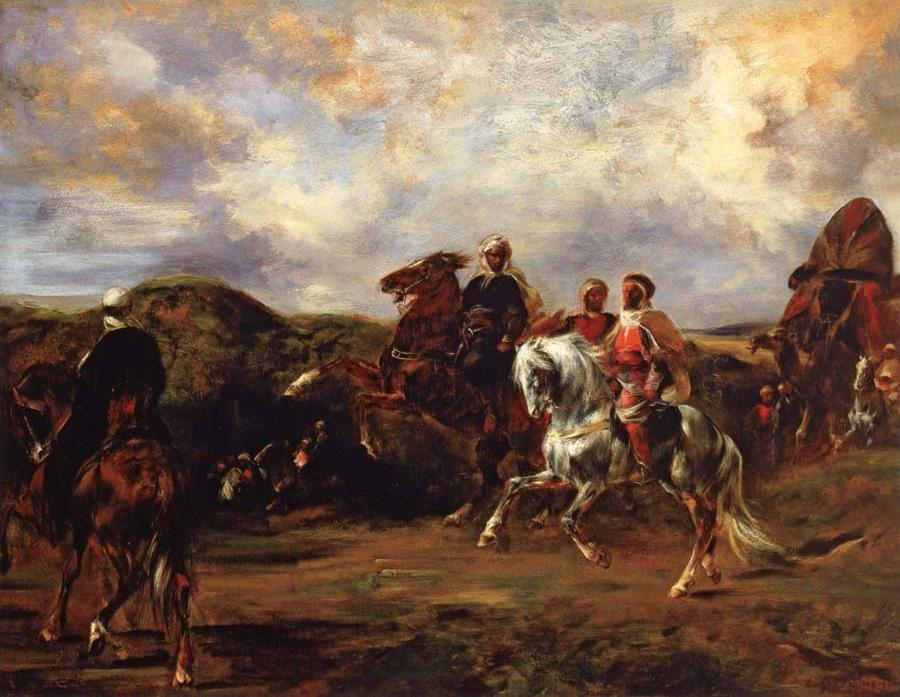
القافلة(مشهد لحياة بدو الأرباع الأغواط) بريشة أوجين فرومنتان
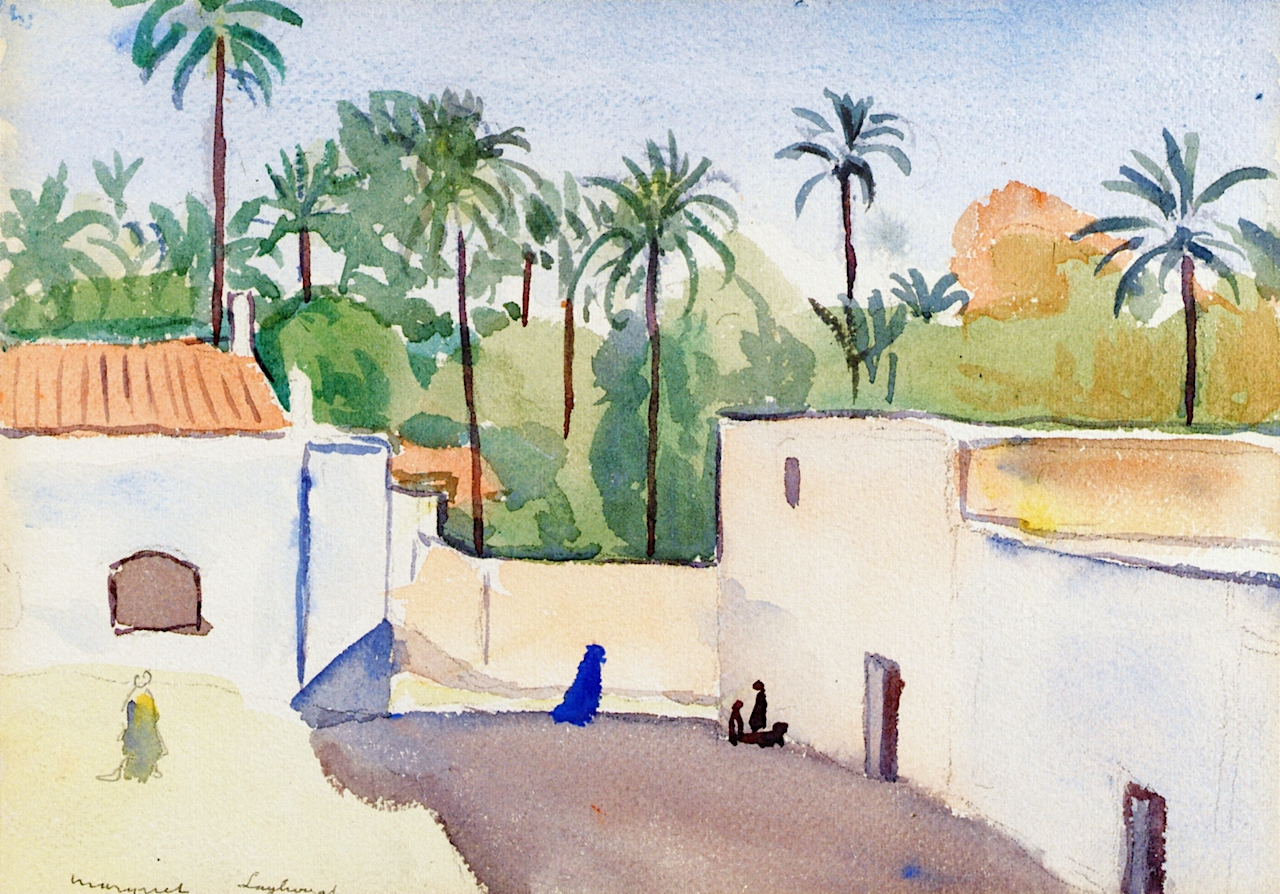
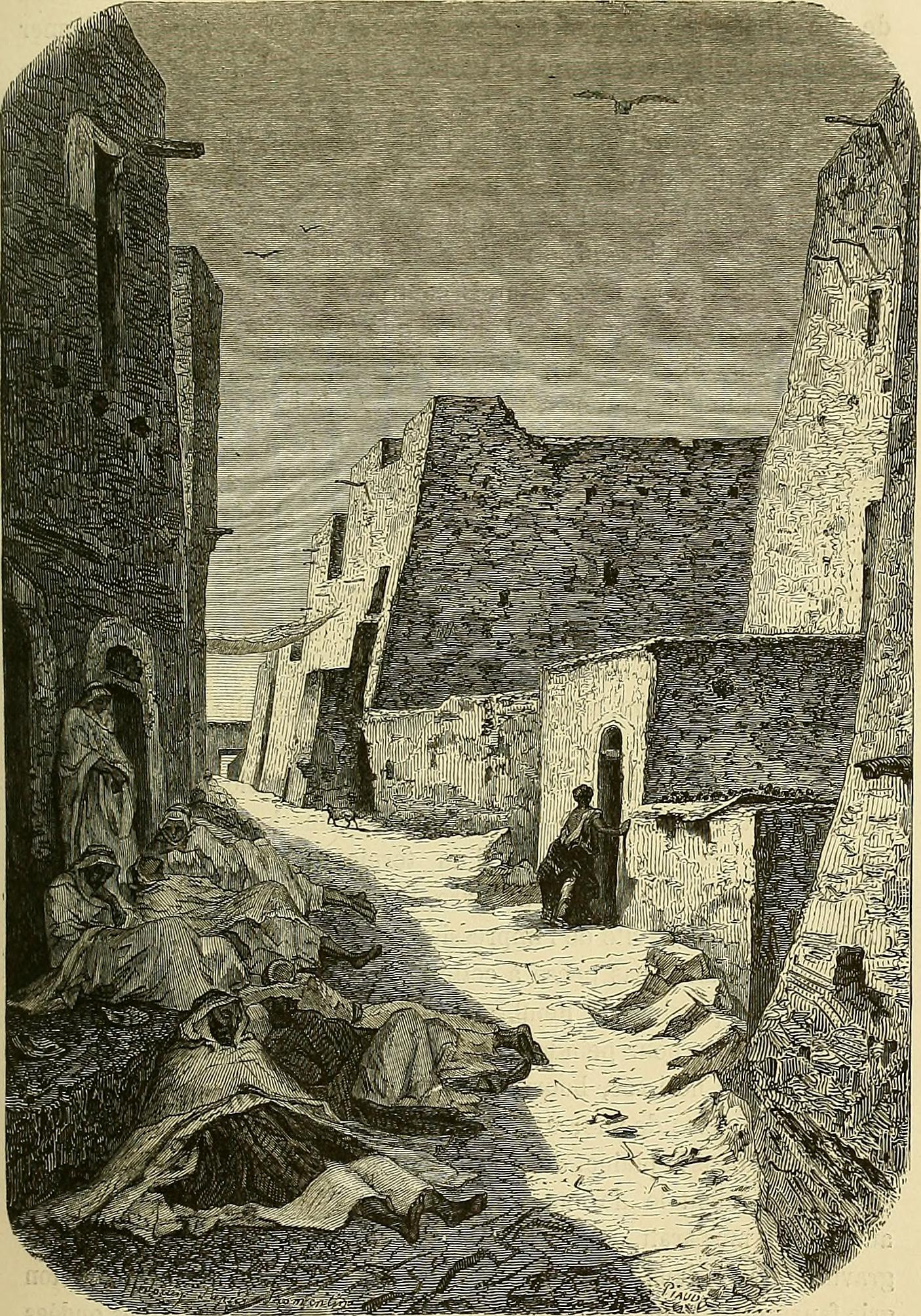

## شعارتها
| شعار المدينة قبل الاستقلال | شعار المدينة بعد الاستقلال |

## الملاحظات
1. ↑  امتداد لجبال الأطلس الصحراوي
2. ↑  وهي نوع من الضرائب أو المستحقات
3. ↑  نوع من العملة
4. ↑  الأصيلة
5. ↑  والذي نفي إلى الأغواط سنة 1914م وبقي فيها إلى غاية 1920م[25][26][27]
6. ↑  في سنة 1931 استقبلت الأغواط الشيخ مبارك الميلي مبعوثا من طرف جمعية العلماء المسلمين الجزائريين تحت اشراف الشيخ عبد الحميد بن باديس
7. ↑  يجمعون أكلهم أمام بيوتهم في مظهر من مظاهر التلاحم والأخوة

### فهرس
1. ↑  "Laghouat (Laghouat, Laghouat, Algeria) - Population Statistics, Charts, Map, Location, Weather and Web Information" (بالإنجليزية). Retrieved 2020-01-17.
2. ↑  GeoNames (بالإنجليزية), 2005, QID:Q830106
3. ↑  "تاريخ ابن خلدون - ابن خلدون - ج ٧ - الصفحة ٤٨". shiaonlinelibrary.com. مؤرشف من الأصل في 2020-07-14. اطلع عليه بتاريخ 2021-08-31.
4. 1 2  كداش، فاروق (2025/04/23). "هل هم من مغراوة أم زناتة؟ الأغواط.. سر تسميتها وأصل سكانها". الشروق أونلاين. مؤرشف من الأصل في 2025-04-23. اطلع عليه بتاريخ 2025-07-20. {{استشهاد ويب}}: تحقق من التاريخ في: |تاريخ= (مساعدة)
5. ↑  الزبيدي (1889). تاج العروس. ج. 5. ص. 193–194.
6. ↑  "ولايتنـا". مديرية السياحة والصناعة التقليدية الأغواط. 13 مايو 2019. مؤرشف من الأصل في 2024-04-11. اطلع عليه بتاريخ 2025-07-20.
7. ↑  عاصمة جرجرة تعانق عاصمة السهوب، جزايرس. نسخة محفوظة 17 أبريل 2020 على موقع واي باك مشين.
8. ↑  مياسي، إبراهيم (2005). الاحتلال الفرنسي للصحراء الجزائرية، 1837-1934. دار هومة. ص. 575. ISBN:978-9961-66-914-3.
9. 1 2  رميتة، عبدالغني (2022-10-06). "قصور وقبائل منطقة الأغواط في القرن التاسع عشر". دراسات تاريخية. ج. 10 ع. 2: 413–424. اطلع عليه بتاريخ 20/07/2025. {{استشهاد بدورية محكمة}}: تحقق من التاريخ في: |تاريخ-الوصول= (مساعدة)
10. ↑  Mangin 1895، صفحات 5-6
11. 1 2 3 4 5 6 7 8  طاليبي، علي؛ شرقي، حليلي, بن (23 ديسمبر 2022). "جغرافية منطقة الأغواط وأثرها في رسم علاقة التمرد ضد السلطة العثمانية ( ما بين سنتي 1730- 1830/1145-1245هـ) The geography of the Laghouat region and its impact on drawing the relationship of the rebellion against the Ottoman authority (between the years 1730-1830/1145-1245)". المجلة التاريخية الجزائرية. ج. 6 ع. 2. ISSN:2716-9065. مؤرشف من الأصل في 2024-10-03.{{استشهاد بدورية محكمة}}:  صيانة الاستشهاد: أسماء متعددة: قائمة المؤلفين (link)
12. ↑  شرف (2016)، ص. 58.
13. ↑  جعني (2022)، ص. 120.
14. ↑  نايلي (2018)، ص. 24.
15. ↑  عبد الأمیر سلیم. "الأغواط - دائرة المعارف الإسلامیة الكبری". مركز دائرةالمعارف الإسلامیة الكبری. مؤرشف من الأصل في 2024-04-20. اطلع عليه بتاريخ 2024-07-11.
16. ↑  Publications: Série "études et méthodes." (بالفرنسية). Presses universitaires de France. 1964. Archived from the original on 2024-04-20.
17. ↑  Revue africaine (بالفرنسية). La Société. 1968. Archived from the original on 2024-04-19.
18. ↑  جزايرس : جزائر العهد العثماني الأخير.. بين التألق والأفول وقصة نكبة صالح باي نسخة محفوظة 03 سبتمبر 2017 على موقع واي باك مشين.
19. 1 2  Mangin 1895، صفحة 67
20. ↑  Mangin 1895، صفحة 71
21. ↑  Mangin 1895، صفحة 72
22. ↑  قداش 2008، صفحة 131
23. ↑  علمي، حفصة؛ حذاقة، عبد الحكيم (5/12/2024). "هكذا خلّدت بلدية باريس "محرقة الأغواط" في الجزائر". الجزيرة نت. مؤرشف من الأصل في 2025-03-22. اطلع عليه بتاريخ 2025-07-22. {{استشهاد ويب}}: تحقق من التاريخ في: |تاريخ= (مساعدة)
24. ↑  
"مجزرة الأغواط 4 ديسمبر 1852.. جريمة ضد الإنسانية لا تسقط بالتقادم". الإذاعة الجزائرية. 04/12/2024. مؤرشف من الأصل في 2025-01-17. اطلع عليه بتاريخ 2025-07-20. {{استشهاد ويب}}: تحقق من التاريخ في: |تاريخ= (مساعدة)
25. 1 2  نارة، عبد العزيز (08/02/2021). "تأثير الحركة الإصلاحية لمبارك الميلي بالأغواط على منطقة الجلفة". الشيخ عبد الحميد بن باديس. مؤرشف من الأصل في 2022-05-18. اطلع عليه بتاريخ 2025-07-22. {{استشهاد ويب}}: تحقق من التاريخ في: |تاريخ= (مساعدة)
26. ↑  عيدي، سامية (2017-05-25). "عمر بن قدور والقضايا المغاربية من خلال كتاباته الصحفية 1906-1927". كلية العلوم الإنسانية و الاجتماعية جامعة محمد بوضياف المسيلة. مؤرشف من الأصل في 2025-04-27. اطلع عليه بتاريخ 22/07/2025. في سنة 1915م أوقفت الإدارة الإستعمارية صحيفة الفاروق وتم اعتقاله ونفيه إلى مدينة الأغواط {{استشهاد ويب}}: تحقق من التاريخ في: |تاريخ-الوصول= (مساعدة)
27. ↑  خليل، كمال, (22 يونيو 2017). "الفكر الإصلاحي عند عمر بن قدور 1886 - 1932". مجلة البحوث التاريخية. ج. 1 ع. 2. ISSN:2676-2323. مؤرشف من الأصل في 2022-06-18.{{استشهاد بدورية محكمة}}:  صيانة الاستشهاد: أسماء متعددة: قائمة المؤلفين (link) صيانة الاستشهاد: علامات ترقيم زائدة (link)
28. ↑  عادل نويهض (1980)، معجم أعلام الجزائر من صدر الإسلام حتى العصر الحاضر (ط. 2)، ص. 212، OCLC:4770282156، QID:Q121003792
29. ↑  جمعية المزهرية تؤسس للمدرسة الرابعة للفن الاندلسي - Le blog des ancienssportifsdelaghouat. Laghouat ;sport et culture نسخة محفوظة 26 أغسطس 2017 على موقع واي باك مشين.
30. ↑  الشروق (29 مايو 2007). "الأغواط: 120 فنان يعودون بالذاكرة إلى عهد 'الري مالك"". الشروق أونلاين. مؤرشف من الأصل في 2022-10-09. اطلع عليه بتاريخ 2025-07-22.
31. ↑  ق، مصطفى (8 مارس 2025). "سهرة رمضانية في الإنشاد والمديح الديني بقاعة الأطلس". الحوار الجزائرية. اطلع عليه بتاريخ 2025-07-22.
32. ↑  "الأغواط: إفتتاح الطبعة ال11 من المهرجان الثقافي الدولي للسماع الصوفي". وكالة الأنباء الجزائرية. 14 مايو 2025. مؤرشف من الأصل في 2025-05-16. اطلع عليه بتاريخ 2025-07-22.
33. ↑  الحوار، موقع (9 يناير 2017). "صناعة الآلات الموسيقية في الجزائر حرفة مهددة بالزوال". الحوار الجزائرية. مؤرشف من الأصل في 2017-08-26. اطلع عليه بتاريخ 2025-07-22.
34. ↑  "فن الترميل... من الجزائر إلى العالمية". العربي الجديد. 22 مارس 2017. مؤرشف من الأصل في 2024-05-20. اطلع عليه بتاريخ 2025-07-22.
35. ↑  كافي، إيمان (22 فبراير 2025). "إبـداع جزائـري أصيل بألـوان الرّمـل". يومية الشعب. مؤرشف من الأصل في 2025-02-22. اطلع عليه بتاريخ 2025-07-22.
36. ↑  بديار، بشير. الفلك المشحون بالشعر الملحون. ج. 1.
37. ↑  الشايب، ورنيقي (1 يوليو 2018). "لمحة عن الشعر الشعبي الجزائري منطقة الأغواط -أنموذجا-". مجلة الثقافة الشعبية ع. 42. مؤرشف من الأصل في 2024-11-08.
38. 1 2  داريب، لطيفة (31 ديسمبر 2022). "المساء - استمرارية النشاط المسرحيّ رغم الصعاب". المساء. اطلع عليه بتاريخ 2025-07-22.
39. ↑  ""مسرح الأغواط": افتتاح بعد طول انتظار". العربي الجديد. 08 مايو 2021. مؤرشف من الأصل في 2023-10-05. اطلع عليه بتاريخ 2025-07-22.
40. ↑  "الأغواط.. تاريخ عريق وجغرافيا جذابة". الموعد. مؤرشف من الأصل في 2025-03-16. اطلع عليه بتاريخ 2025-07-23.
41. 1 2 3  دجاج، فاطمة (30 سبتمبر 2020). "الطقوس و الممارسات الاحتفالية في مجتمع الأغواط خلال الفترة الحديثة دراسة تاريخية اجتماعية". مجلة البحوث التاريخية. ج. 4 ع. 2. ISSN:2676-2323. مؤرشف من الأصل في 2022-06-18.
42. ↑  "طقوس الزواج التقليدي بولاية الأغواط". وزارة الثقافة و الفنون. مؤرشف من الأصل في 2022-07-13. اطلع عليه بتاريخ 2025-07-23.
43. ↑  فاطمة، دجاج, (30 سبتمبر 2020). "الطقوس و الممارسات الاحتفالية في مجتمع الأغواط خلال الفترة الحديثة دراسة تاريخية اجتماعية". مجلة البحوث التاريخية. ج. 4 ع. 2. ISSN:2676-2323. مؤرشف من الأصل في 2022-06-18.{{استشهاد بدورية محكمة}}:  صيانة الاستشهاد: أسماء متعددة: قائمة المؤلفين (link) صيانة الاستشهاد: علامات ترقيم زائدة (link)
44. ↑  برج تيزقرارين بالأغواط معلم سياحي بامتياز شاهد على فترة من الحقبة الاستعمارية. نسخة محفوظة 25 ديسمبر 2016 على موقع واي باك مشين.
45. ↑  الشروع في تنصيب لجان الأزمة بأحياء ولاية الأغواط، يومية الحرية.
نسخة محفوظة 2020-04-13 على موقع واي باك مشين.
46. ↑  الاغواط: الشروع في تنصيب لجان الأزمة بأحياء الولاية.
نسخة محفوظة 2020-04-13 على موقع واي باك مشين.
47. ↑  في تنصيب لجان الأزمة بأحياء الأغواط، جريدة السلام. نسخة محفوظة 2020-04-13 على موقع واي باك مشين.
48. ↑  خزانا و12 بئرا عميقة لتوفير الماء بولاية الأغواط ، جريدة الشروق.
"نسخة مؤرشفة". مؤرشف من الأصل في 2020-04-13. اطلع عليه بتاريخ 2020-04-14.{{استشهاد ويب}}:  صيانة الاستشهاد: BOT: original URL status unknown (link)
49. ↑  إلى متى..!! أحياء مدينة الأغواط بدون ماء، يومية التحرير.
نسخة محفوظة 2020-04-13 على موقع واي باك مشين.
50. ↑  فلم وثائقي عن المسجد الكبير الصفاح الأغواط _الجزائر _ https://www.youtube.com/watch?v=mdHSZdDtgz0 نسخة محفوظة 11 أكتوبر 2020 على موقع واي باك مشين.
51. ↑  الزاوية التيجانية : من الأغواط الجزائرية إلى سهول السنغال، أُمّــة. نسخة محفوظة 23 فبراير 2020 على موقع واي باك مشين.
52. ↑  سعد الله، أبو القاسم (2007). كتاب تاريخ الجزائر الثقافي. دار البصائر للنشر والتوزيع. ص. 115. اطلع عليه بتاريخ 2025-07-23.
53. ↑  Goffic، Charles Le (1932). La Rose des sables. Paris: Piazza. ص. 62–74. مؤرشف من الأصل في 2025-01-22.
54. ↑  الزاهري، السعيد (30 يونيو 1927). "إلى بني الأغواط لشاعر الجزائر الملي الكاتب الكبير". الشهاب. دار الغرب الإسلامي. ع. 103. ص. 12–14. اطلع عليه بتاريخ 20/07/2025. {{استشهاد بمجلة}}: تحقق من التاريخ في: |تاريخ الوصول= (مساعدة)

### معلومات المنشورات الكاملة
- موسى شرف (2016)، علاقات المغرب الأقصى بالدولة العثمانية وإيالتها العربية في المشرق والمغرب، إشراف: محمد العربي معريش، جامعة الجزائر 2، QID:Q126919684
- نايلي عبد القادر (2018). "الأغواط من خلال الكتابات الفرنسية: مونجان E.Mangin أنموذجًا". دراسات وأبحاث (بالعربية والإنجليزية). ج. 10 ع. 4: 811–826. DOI:10.35157/0578-000-033-003. ISSN:1112-9751. OCLC:9494662096. QID:Q125956618.
- زينب جعني (2022)، العلاقات الجزائرية المغربية ما بين (1657-1727م): مقاربة سياسية ثقافية، إشراف: صالح بوسليم، جامعة غرداية، QID:Q125948317
- محفوظ قداش (2008). جزائر الجزائريين. ترجمة: محمد المعراجي. الجزائر العاصمة: المؤسسة الوطنية للنشر والإشهار. ISBN:9789947213865. QID:Q135447569.
- Mangin, Edward (1895). Notes sur l'histoire de Laghouat (بالفرنسية). A. Jourdan.